# Impero anglo-indiano
Con il termine di Impero anglo-indiano o Impero indiano (in inglese British Raj - dall'hindī rāj, 'regno', 'stato', o 'impero' - detto anche Territori della Corona in India) si indica l'insieme di domini diretti, indiretti e protettorati che il Regno Unito e i suoi predecessori accumularono e organizzarono nel subcontinente indiano, dal XVII al XX secolo.
Esso comprendeva per tradizione sia i territori amministrati direttamente dal Regno Unito (chiamati collettivamente British India), sia i territori governati da regnanti indigeni ma sottoposti a protettorato britannico (detti Stati principeschi).
L'idea di uno Stato unitario per comprendere i domini britannici nella regione geografica dell'India avvenne dopo il 28 giugno 1858, ovvero dopo i moti indiani del 1857, che imposero la soppressione della Compagnia britannica delle Indie orientali ed il trasferimento dei suoi territori direttamente alla Corona britannica nella persona della regina Vittoria. Il nome di impero indiano nacque invece nel 1876, quando la regina Vittoria venne proclamata imperatrice d'India.
L'Impero era dotato di personalità e capacità costituzionale e perfino internazionale in seno alla Società delle nazioni (nel 1937 il delegato indiano, principe Aga Khan III, divenne presidente della sua Assemblea generale) avendo un proprio ordinamento giuridico diverso da quello britannico. Non dipese mai dal ministero britannico delle colonie ma da un apposito India Office.
Con l'indipendenza concessa nel 1947, grazie alle campagne non violente di Gandhi, sui territori del cosiddetto Raj britannico sorsero gli attuali Stati di India, Pakistan (a sua volta diviso dopo l'indipendenza del Bangladesh, nel 1971) e Birmania. Grazie a questi domini, dal tempo della regina Vittoria nel 1876 fino a Giorgio VI nel 1947, i sovrani britannici poterono fregiarsi del titolo di "Imperatori d'India".
Il subcontinente indiano fu il possedimento che più di ogni altro rese l'Impero britannico una superpotenza mondiale; in esso viveva oltre il 75% della popolazione totale dell'impero e fu il principale esportatore di materie prime.

## Geografia
L'Impero anglo-indiano si estendeva su tutte le regioni macrogeografiche dell'attuale India, Pakistan, Bangladesh, Sri Lanka e Birmania. Inoltre, nelle diverse epoche, esso arrivò a includere anche la Colonia di Aden (1858-1937), il Somaliland (1884-1898) e Singapore (1858-1867). La Birmania venne separata amministrativamente dall'Impero dal 1937 sino alla concessione dell'indipendenza nel 1948. Gli Stati della Tregua del golfo Persico erano teoricamente Stati principeschi dell'India britannica sino al 1946 e utilizzavano la rupia come unità monetaria. Dal 1876 l'estensione dell'Impero superava i 5 milioni di km², il più vasto possedimento coloniale europeo in Asia.
Ceylon (oggi Sri Lanka) venne ceduto ai britannici nel 1802 sulla base del trattato di Amiens. Ceylon fu sempre una colonia della corona e non entrò mai a far parte dell'India britannica. I regni di Nepal e Bhutan vennero riconosciuti come Stati indipendenti. Il Regno del Sikkim venne fondato nel 1861 tra i britannici e gli abitanti locali, anche se i termini di sovranità rimasero ambigui. Le Maldive furono protettorato britannico dal 1887 al 1965, ma anch'esse non fecero parte dell'India britannica.

## Inno nazionale e bandiera
Come tutte le altre colonie britanniche anche l'Impero indiano adottò come bandiera nazionale l'Union Jack britannica, essa campeggiava su tutti i palazzi istituzionali, le corti di giustizia, i municipi, i forti e i presidi militari e su ogni sede di amministrazione civile o militare. Come colonia, l'Impero indiano possedeva però anche una sua bandiera sul modello Red Ensign su sfondo rosso con la "Stella dell'India" al battente ma essa fu poco utilizzata, favorendo invece il vessillo dei viceré. Fu quest'ultimo infatti a rappresentare l'Impero indiano nelle competizioni sportive - tra cui le Olimpiadi - fino all'ultima partecipazione come colonia britannica a Berlino nel 1936.
L'inno nazionale fu il God Save the King o God Save the Queen già dai tempi del controllo della Compagnia delle Indie orientali, ufficializzato nel 1858 dopo il passaggio dell'amministrazione alla Corona. Dal 1858 al 1901 God Save the Queen in quanto l'imperatrice dell'India fu la regina Vittoria mentre dal 1901 al 1947 fu il God Save the King in quanto i sovrani furono Edoardo VII, Giorgio V, Edoardo VIII e Giorgio VI. Il 15 agosto 1947, giorno dell'indipendenza indiana, l'Union Jack venne calata definitivamente, accompagnata dal God Save the King. Fu l'ultima volta in cui la bandiera britannica e l'inno britannico rappresentavano l'India, che perdette da quel giorno l'appellativo di "britannica". Il God Save the King tuttavia rimase "inno reale" per l'India dal 1947 al 1950 e per il Pakistan dal 1947 al 1956. L'Union Jack invece cessò di avere valenza "nazionale" già dal 1947, venendo sostituita dalle bandiere di India e Pakistan.

## Storia

### Dopo la ribellione del 1857: critiche indiane e risposta britannica

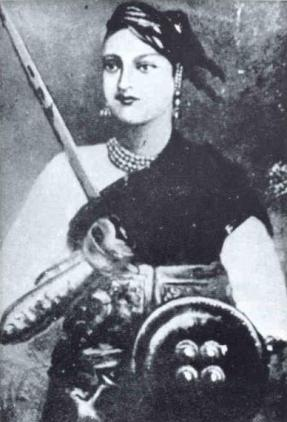
Rani Lakshmibai, Rani di Jhansi, una dei principali capi dei moti indiani del 1857, che precedentemente aveva perso il proprio regno come risultato della "dottrina della decadenza" inaugurata da James Broun-Ramsay, I marchese di Dalhousie
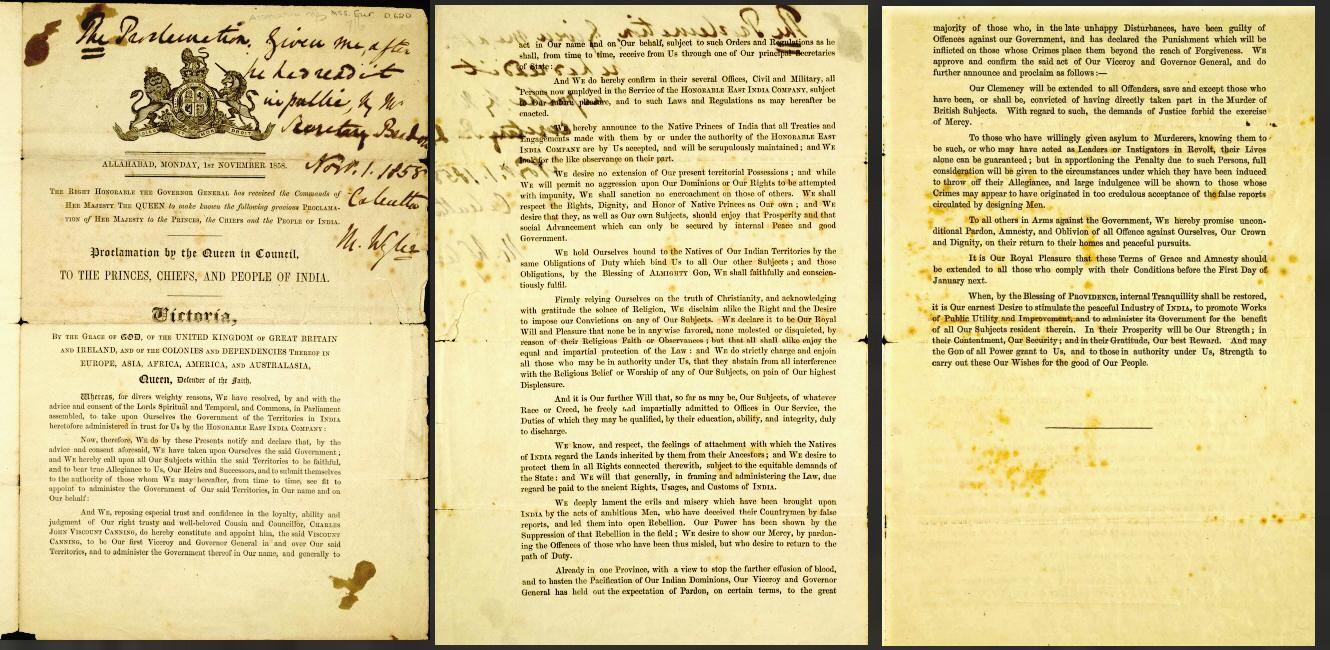
Il proclama "Ai principi, capi e popolo d'India" pubblicato a nome della Regina Vittoria il 1º novembre 1858 recitava: "Ci impegnamo solennemente a rispettare i territori nativi che noi ci arroghiamo di ritenere a noi soggetti."
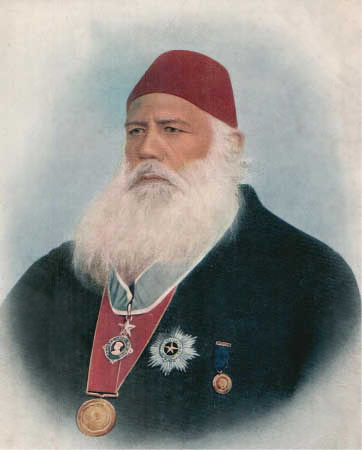
Sir Syed Ahmed Khan fondatore del Muhammedan Anglo-Oriental College (poi Aligarh Muslim University), scrisse una delle prime critiche all'azione britannica nella sua opera Cause dei Moti Indiani
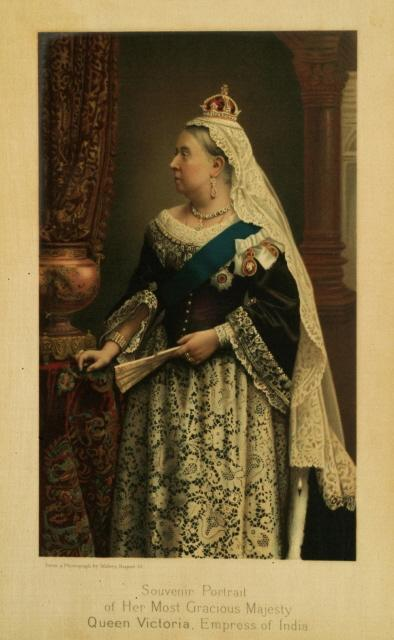
Souvenir del 1887 consistente in un ritratto della regina Vittoria raffigurata come Imperatrice d'India, a soli 30 anni dalla rivolta indiana

Anche se i moti indiani del 1857 scossero notevolmente il governo britannico e la sua amministrazione del British Raj, non lo avevano distrutto ed anzi la Gran Bretagna continuava a mantenere saldamente molte delle proprie colonie nel subcontinente indiano. Dopo la rivolta, i britannici divennero più circospetti nei confronti della popolazione indiana, ma divenne anche chiara la necessità di coinvolgerli maggiormente nell'amministrazione delle colonie, senza tuttavia concedere loro eccessivo spazio.
L'esercito indiano venne completamente riorganizzato e venne privato delle unità di Musulmani e Bramini delle province unite di Agra e Oudh, che erano stati il cuore della ribellione. L'esercito indiano non subì ulteriori cambiamenti sino al 1947. Il censimento del 1861 rilevò che la popolazione di nazionalità britannica in India ammontava a 125 945 individui, di cui 41 862 civili e 84 083 militari. Nel 1880 le forze armate stabili presenti in India erano composte in tutto da 66 000 soldati britannici, 130 000 soldati indiani e 350 000 soldati indiani componenti gli eserciti degli Stati principeschi.
Del resto si percepì anche come i principi ed i grandi proprietari terrieri dell'India, seppur non direttamente coinvolti nella rivolta del 1857, erano stati dei sobillatori e avevano in qualche modo appoggiato almeno gli ideali di chi si era rivoltato contro la corona britannica. Vennero siglate in questo periodo anche delle leggi che garantirono grandi benefici all'agricoltura ed ai contadini, i quali - pur non godendo della piena fiducia dei coloni britannici in India - rimanevano comunque una carta importante in quanto spesso erano in lotta anche con i loro signori..
Se le riforme sociali iniziate da Lord William Bentinck come l'abolizione del satī avevano inizialmente riscosso qualche successo, ora i coloni britannici avevano capito che le tradizioni e i costumi dell'India erano troppo forti e troppo rigidi da scardinare facilmente e di conseguenza iniziarono a intervenire sempre meno in campo sociale, in particolare per quanto concerneva la religione locale, Questo fatto venne ben espresso dal proclama emanato dalla regina Vittoria immediatamente dopo la rivolta, il quale citava espressamente: Non vogliamo arrogarci il diritto di imporre le nostre convinzioni ai nostri sudditi, dimostrando una sostanziale non intenzione di intervenire con riforme sociali in India, ma limitandosi a sfruttarne il territorio e le risorse in quanto parte dell'impero coloniale coloni britannico, contribuendo nel contempo a un ulteriore distanziamento tra britannici e indiani.

### Cambiamenti economici e tecnologici: 1858-1880

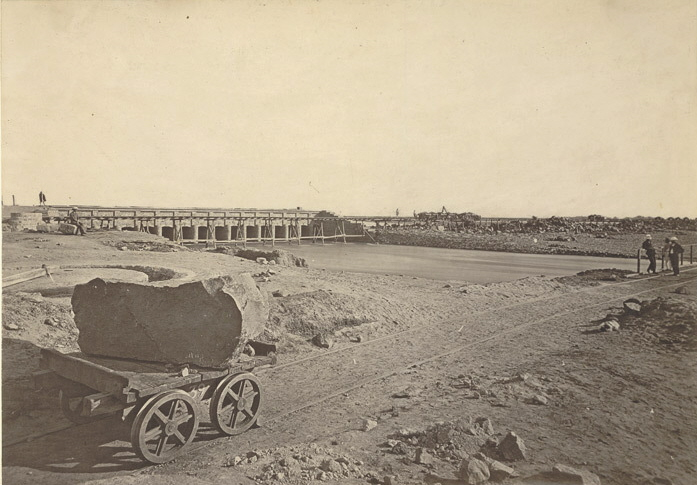
Il Canale di Agra (c. 1873) un anno dopo il suo completamento. Venne chiuso alla navigazione nel 1904 di modo da incrementare l'irrigazione e prevenire carestie.
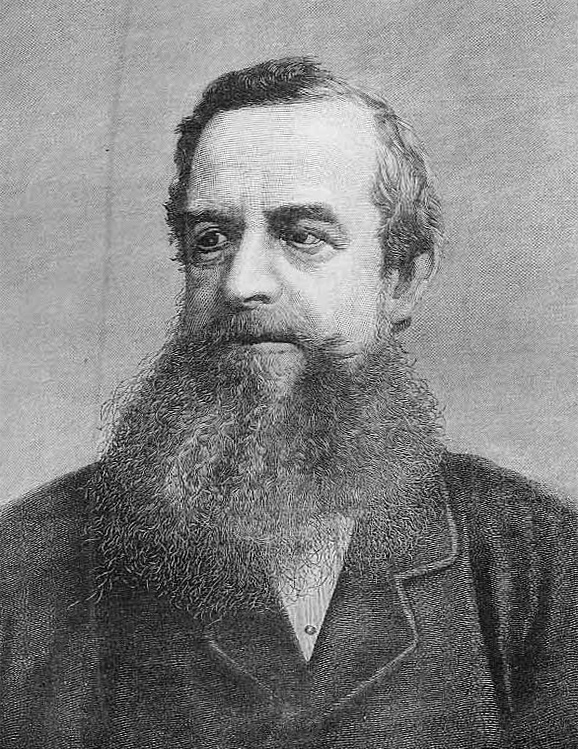
George Robinson, I marchese di Ripon, il Viceré d'India che istituì il "Famine Code"

Nella seconda metà del XIX secolo, l'amministrazione britannica avviò una vera e propria rivoluzione industriale in India che ebbe grandi effetti sulle economie della stessa India e del Regno Unito. Gran parte dei cambiamenti a livello economico e sociale erano già iniziati prima dei Moti del 1857, quando Lord Dalhousie aveva esportato le tecnologie occidentali nel paese. Collegamenti telegrafici, ferrovie, strade, canali e ponti vennero rapidamente costruite di modo che materie prime, come cotone e tè, potessero essere trasportate in maniera più efficiente ai porti come Bombay e poi esportate nel Regno Unito. I materiali grezzi venivano quindi lavorati e poi ritrasportati in India per essere venduti. L'India veniva sfruttata essenzialmente per il grande bacino di tassazione e per i prodotti agricoli. Nel 1920 venne completata la rete ferroviaria indiana, la più grande al mondo in quel momento, la cui realizzazione era durata oltre 60 anni. Solo il 10% degli incarichi di responsabilità nella società costruttrice furono affidati a cittadini indiani.

### L'ultimo ventennio dell'Ottocento: la borghesia e il Congresso Nazionale Indiano

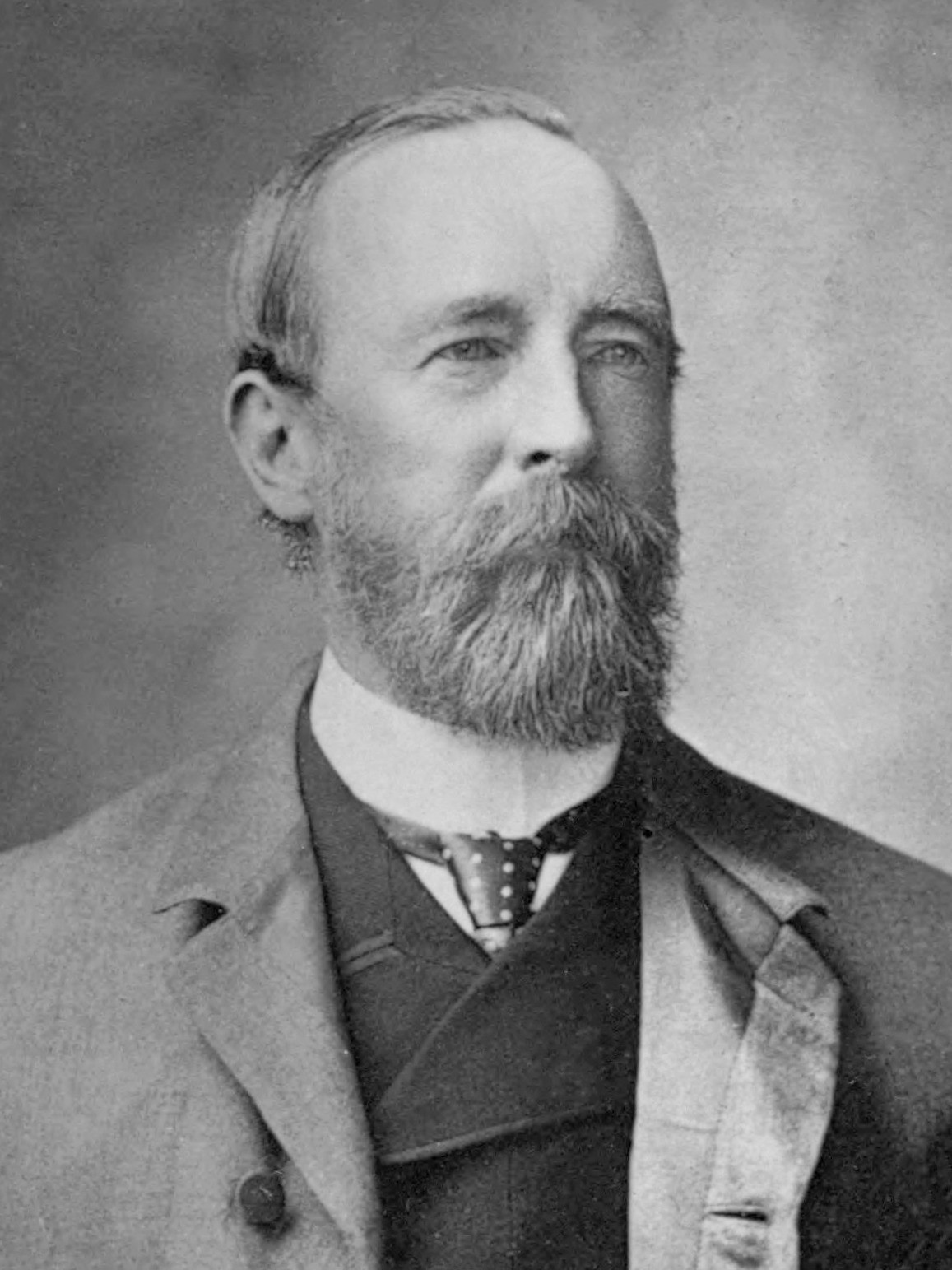
Allan Octavian Hume (1829-1912), che propose l'idea del Congresso Nazionale Indiano in una lettera ai laureati dell'Università di Calcutta
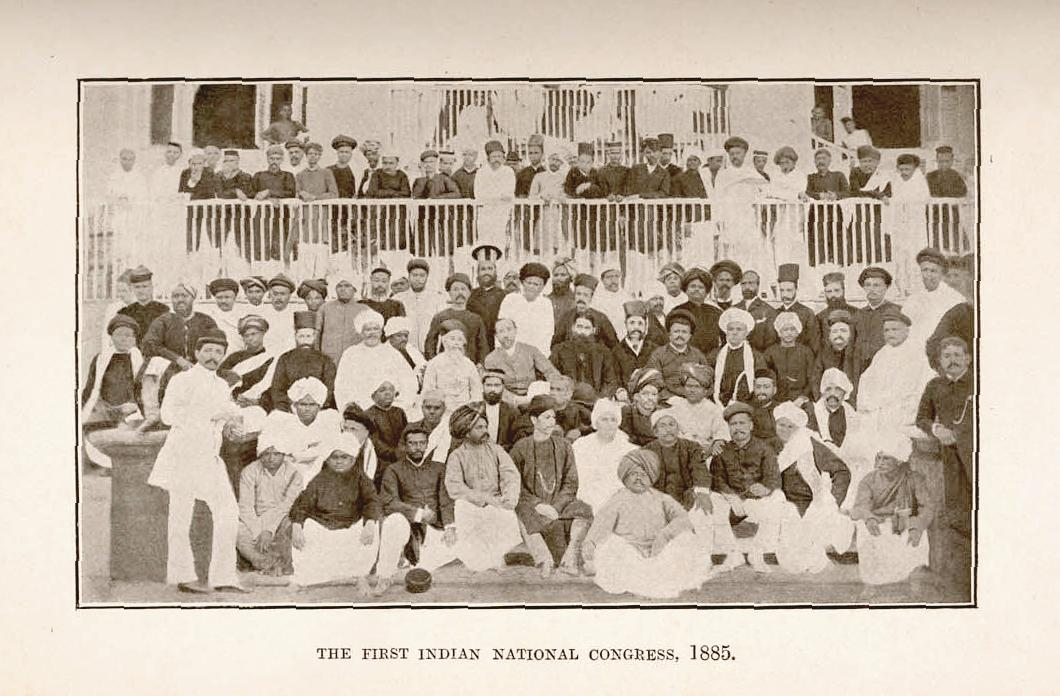
Il congresso di Bombay, 28 dicembre 1885. In terza fila, da sinistra a destra, Dadabhai Naoroji, Hume, W. C. Bonerjee e Pherozeshah Mehta.
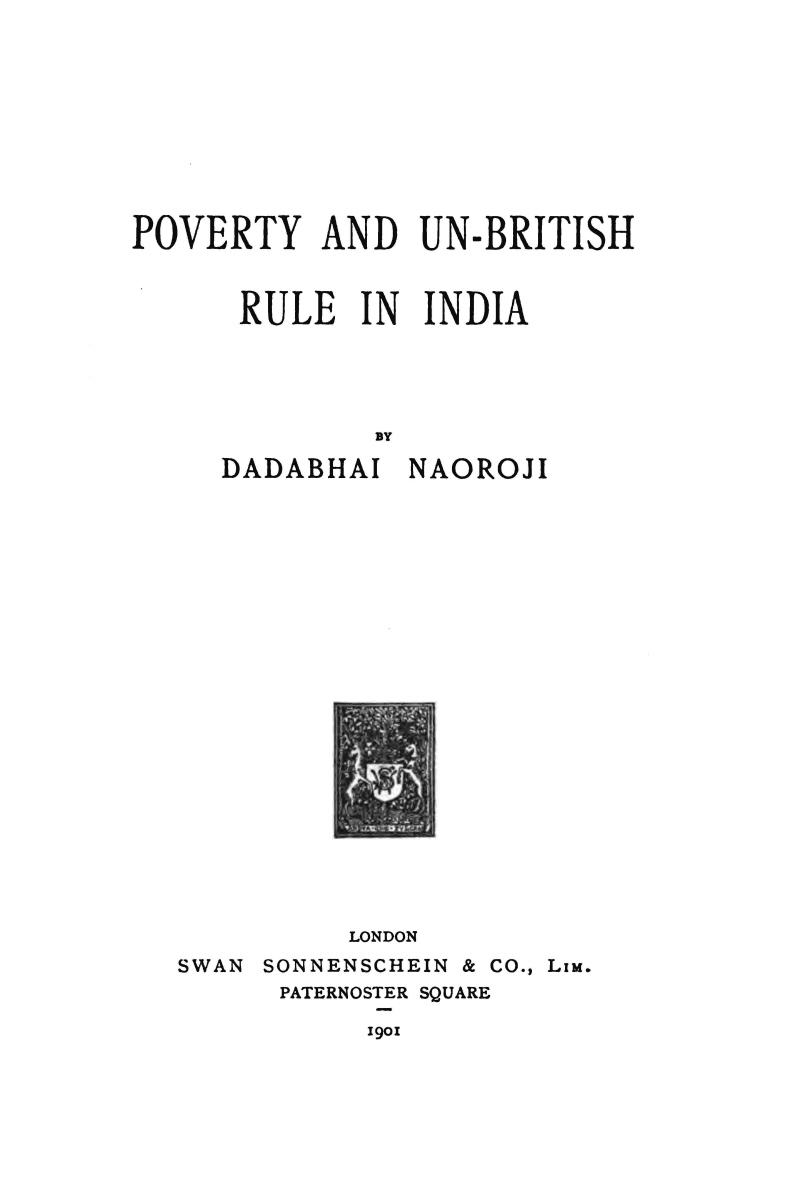
Poverty and the Un-British Rule in India, 1901, di Naoroji, Membro del parlamento britannico (1892-1895) e presidente del congresso indiano (1886, 1893, 1906)

Dal 1880 in India si fece strada l'idea di una classe sociale corrispondente alla borghesia europea, ma vi fu un crescere della solidarietà anche tra gli indiani nel comprendere che vi era la possibilità di reagire insieme. Questa nuova classe era indiana per nascita e non si sentiva legata necessariamente all'amministrazione britannica, dalla quale pure dipendeva per i propri impieghi; non erano contadini, ma non erano legati nemmeno alla vecchia aristocrazia indiana, bensì erano dei self made men che avevano avuto la possibilità di studiare e raggiungere una certa posizione.
Nel proclama del 1858, la regina Vittoria aveva detto: Ci obblighiamo a tenere nei confronti dei nativi indiani le stesse obbligazioni che ci legano agli altri nostri sudditi, parole che gli indiani presero alla lettera e dalle quali si sentirono particolarmente incoraggiati quando al Canada venne garantito lo status di "dominion" nel 1867, istituendo così una propria costituzione democratica e proprie regole come Stato vero e proprio che, pur dipendente dalla Corona britannica, de facto era unito in uno Stato (non più quindi una colonia) e soprattutto poteva auto-amministrarsi.
Un ultimo incoraggiamento in questo senso venne da opere di orientalisti contemporanei come Monier Monier-Williams e Max Müller, che nelle opere presentarono l'India antica come una grande civilizzazione. La Gran Bretagna coloniale reagì a questi stimoli con irritazione, continuando a sfruttare gli indiani per i propri interessi militari coloniali come nel caso della seconda guerra anglo-afghana, dove i nativi vennero impiegati in larga misura al posto degli europei in una guerra che non apparteneva alla loro dimensione territoriale né ai loro interessi. I britannici tentarono in ogni modo anche di controllare la stampa locale (Vernacular Press Act of 1878).
La goccia che fece traboccare il vaso, a ogni modo, fu la revisione che il viceré Lord Ripon applicò all'Ilbert Bill (1883), una misura legislativa con la quale i giudici indiani venivano equiparati a quelli britannici nella presidenza del Bengala, normativa che i coloni britannici volevano rivedere assolutamente con evidente scontento dei locali. Il 28 dicembre 1885 molti nuovi borghesi (che avevano studiato nelle università britannica nella presidenza del Bengala e che erano famigliari con le idee filosofiche occidentali, in particolare con l'utilitarismo) si ritrovarono a Bombay. Settanta di questi fondarono il Congresso Nazionale Indiano; Womesh Chunder Bonerjee venne eletto primo presidente dell'organizzazione e si preoccupò di organizzare l'associazione che dibatteva sulla politica britannica in India, evidenziando come queste ricchezze non venissero riutilizzate sul territorio per il territorio, bensì esportate in Gran Bretagna. L'atteggiamento dei britannici, secondo il Congresso, era tale da non consentire all'industria indiana di svilupparsi, e l'uso delle tasse riscosse serviva unicamente per finanziare i britannici e il loro tipo di amministrazione.
Thomas Baring fu viceré d'India dal 1872 al 1876 e si distinse come energico riformatore che si impegnò sistematicamente per migliorare la qualità del governo nel British Raj. Iniziò a ridurre la fame in India, ridurre le tasse, trovare un modo per superare le lungaggini burocratiche, ridurre gli sprechi e calmare gli animi della popolazione.
Pandita Ramabai, poetessa, studiosa di sanscrito e campionessa dell'emancipazione delle donne indiane, prese a cuore il tema della possibilità per le donne indiane di risposarsi dopo il matrimonio, in particolare per le vedove dei bramini. All'interno del Congresso, Gopal Krishna Gokhale fondò la Servants of India Society, che si occupò di proporre riforme legislative.
Dal 1905, si aprì una netta spaccatura sempre più profonda tra Gokhale, che stava collaborando per cercare di risolvere "democraticamente" i problemi nel paese, e i nuovi estremisti, che non solo invocavano una vera e propria rivoluzione, ma ritenevano che le riforme sociali fossero solo una distrazione dal nazionalismo. Tra gli estremisti vi fu la figura chiave di Bal Gangadhar Tilak, che tentò di mobilitare gli indiani appellandosi esplicitamente all'identità politica degli indù durante l'annuale festival Ganapati.

### 1905-1911: la spartizione del Bengala, loSwadeshie la violenza

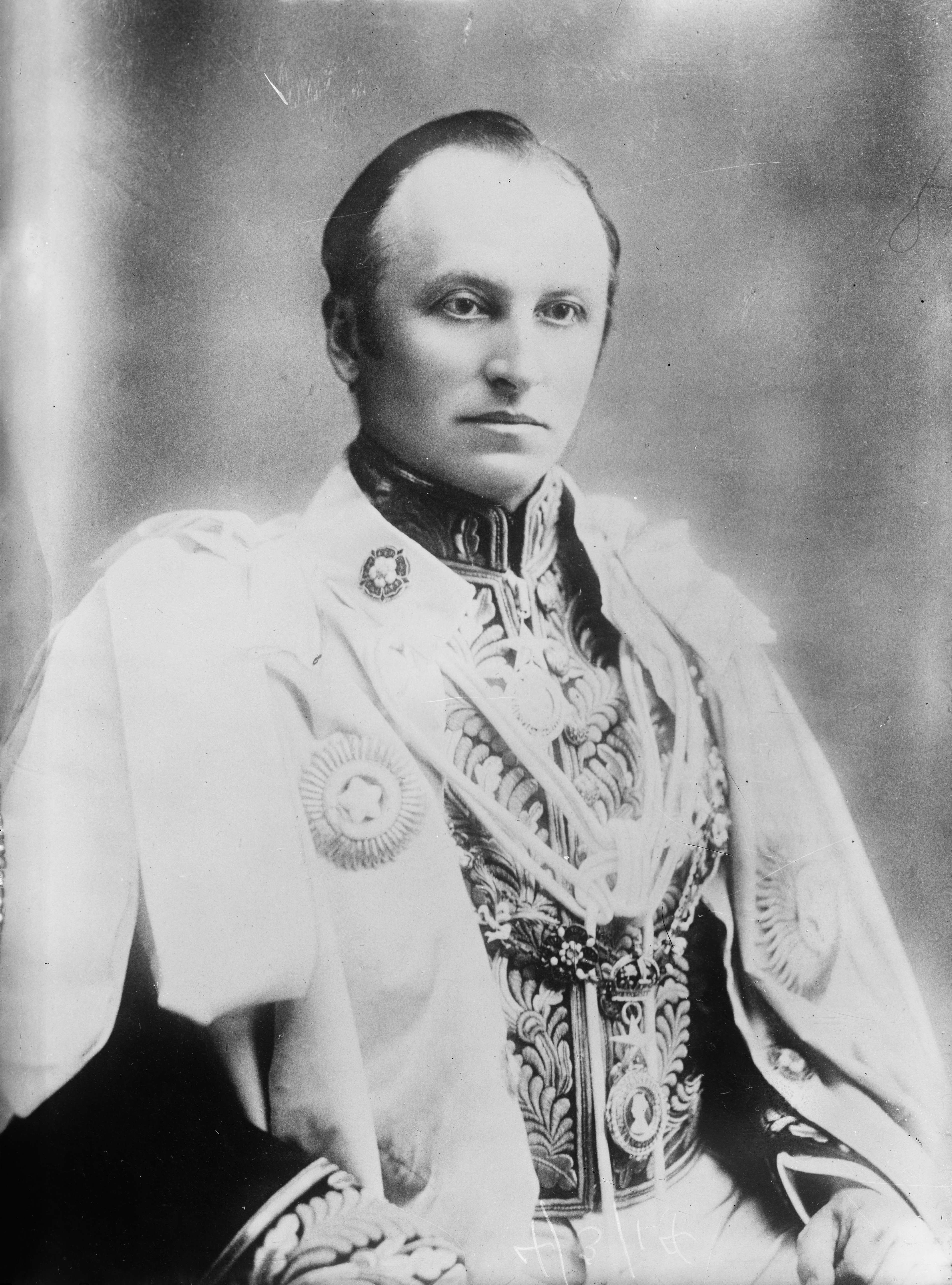
Lord Curzon, viceré d'India, 1899-1905, il quale divise la presidenza del Bengala nel 1905
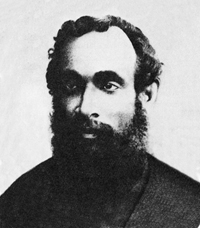
Il congressista moderato sir Surendranath Banerjee che guidò l'opposizione a capo del movimento degli Swadeshi
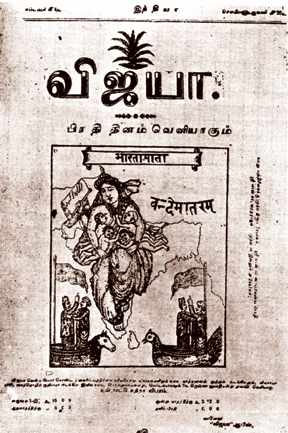
Rivista tamil, Vijaya, 1909, che mostra la "madre India" con la sua progenie e lo slogan "Vande Mataram."

Il viceré Lord Curzon (1899-1905), fu anch'egli straordinariamente energico nelle riforme da portare avanti in India. Nella sua agenda vi era un programma fittissimo di obbiettivi: la creazione della provincia nord-occidentale, piccoli cambiamenti nell'amministrazione civile del paese, la velocizzazione delle operazioni burocratiche, la formazione di un'unità monetaria stabile, la creazione di una ferrovia in India, una riforma dell'irrigazione, la riduzione dei debiti dei contadini, l'abbassamento dei costi dei telegrammi, la ricerca archeologica e la preservazione dei reperti ritrovati, oltre al miglioramento delle università, riforma della polizia, revisione del ruolo dei principati indiani nativi, un nuovo ministero per l'industria e il commercio che avrebbe fatto da promotore dell'industria nazionale, la revisione delle politiche terriere, l'abbassamento delle tasse, l'istituzione di banche agricole, la creazione di un Ministero per l'Agricoltura, la sponsorizzazione della ricerca in campo agricolo, la creazione di una biblioteca imperiale, la creazione di un corpo di cadetti, nuovi codici in caso di carestia.
I problemi iniziarono però a emergere quando Lord Curzon suddivise la più grande suddivisione amministrativa dell'India britannica, la presidenza del Bengala, andando a creare Il Bengala orientale ed Assam e la provincia del Bengala occidentale, a maggioranza indù. La spartizione del Bengala, era stata contemplata come una possibilità già dall'epoca di Lord William Bentinck, ma non era mai stata messa in atto sino a quel momento. Anche se alcuni consideravano la scelta come saggia, la gente comune reputava un'azione compiuta dal governo britannico, secondo il Congresso, era tale da non consentire all'industria indiana di svilupparsi, e l'uso delle tasse riscosse serviva unicamente per finanziare gli britannici, e questo tipo di amministrazione ine questo tipo di amministrazione in India.semplicemente per attuare lo schema del divide et impera che già altrove aveva funzionato, riducendo le politiche nazionaliste a mere polemiche. L'élite indù del Bengala che comprendeva molti proprietari terrieri che avevano possedimenti nel Bengala orientale, protestò a fianco dei musulmani.
Dopo la spartizione del Bengala, Tilak incoraggiò il movimento Swadeshi. Il movimento consisteva nel boicottare i prodotti stranieri e boicottare ogni indiano che utilizzava beni provenienti dall'estero, specie se britannici. Il movimento Swadeshi promuoveva infatti l'autarchia come mezzo per promuovere il nazionalismo indiano a scapito e danno degli britannici.
Lo slogan che si sentiva ripetere, Bande Mataram ("Viva la Madre!"), evocava una madrepatria che ancora non c'era fisicamente ma che gli indiani sentivano come viva in cuor loro, quella madre Terra che dava all'India i prodotti che poi le venivano portati via; molti la identificavano con la dea indù Kali, che era anche la dea della vendetta giusta. Sri Aurobindo pubblicò il giornale Bande Mataram nel quale predicava l'indipendenza ma con metodi pacifici il più possibile, ovvero tramite la resistenza passiva. Le rivolte diffusesi da Calcutta e nella regione del Bengala coinvolse ancora una volta degli studenti, membri di club locali, i quali iniziarono a commettere furti di denaro e armi e ad attaccare persino degli ufficiali del Raj britannico per scuotere gli animi. La polizia britannica, a ogni modo, reagì stroncando questi movimenti sul nascere. Il movimento Swadeshi a ogni modo riuscì a boicottare il 25% dei prodotti tessili britannici, sebbene gli indiani si fossero resi conto che i prodotti britannici fossero di migliore fattura e di minor costo.

### I movimenti sociali musulmani e la Lega Musulmana

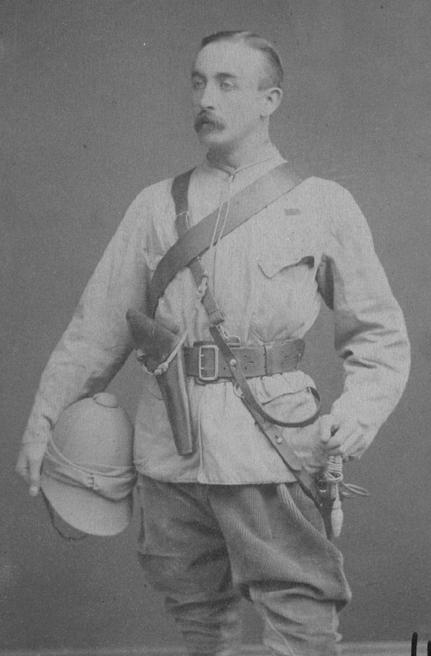
Lord Minto, viceré che rimpiazzò Curzon nel 1906. L'era delle riforme Minto-Morley del 1909 permise la separazione dell'elettorato musulmano.
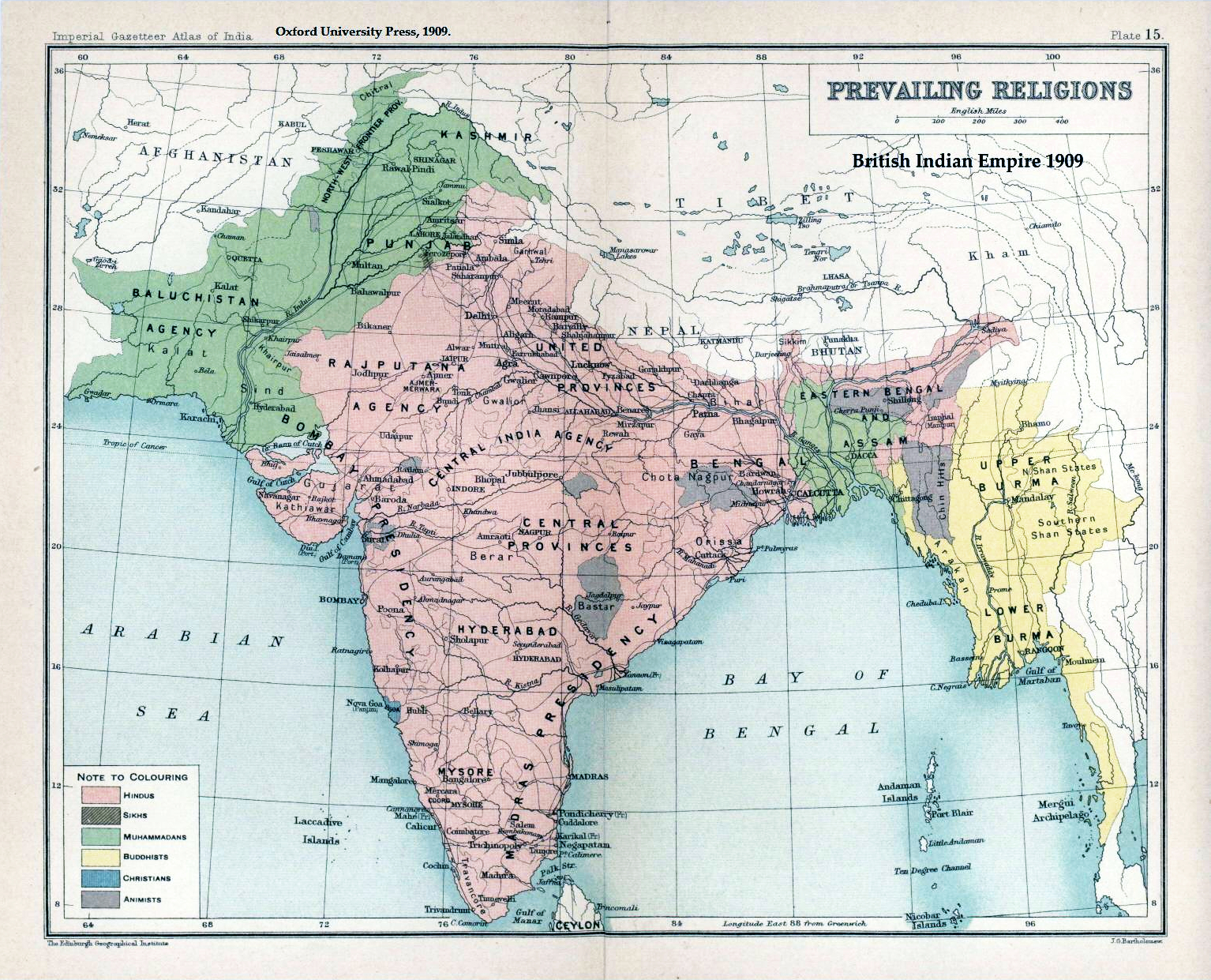
1909 Prevailing Religions, mappa dell'impero britannico in India nel 1909, che mostra le maggioranze religiose sulla base del censimento del 1901
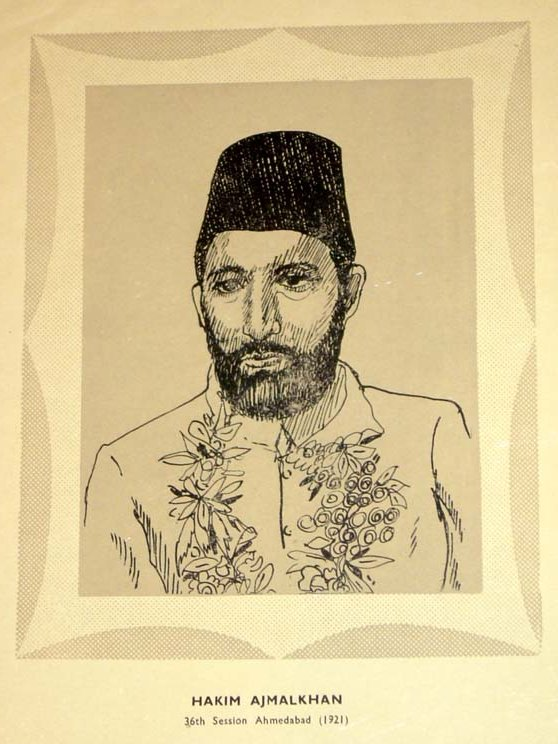
Hakim Ajmal Khan, uno dei fondatori della Lega Musulmana, che divenne inoltre presidente del Congresso Nazionale Indiano nel 1921

La maggioranza di coloro che avevano protestato contro le disposizioni di Lord Curzon era di religione indù e questo aveva portato l'élite indiana di fede musulmana a chiedere un incontro col nuovo viceré, Lord Minto, affinché anche la loro posizione fosse tutelata. Questi proposero un sistema legislativo proporzionale che riflettesse non solo la loro posizione ma anche la loro collaboratività col governo britannico. Nel dicembre del 1906, dunque, venne istituita la Lega Musulmana a Dacca. Nel 1905, quando Tilak e Lajpat Rai avevano tentato di assurgere alla leadership dell'opposizione al Congresso, il quale già stava prendendo una posizione filo-indù, quest'ulteriore questione aveva finito per preoccupare i musulmani indiani e la loro identità. Il nawab di Dacca, Khwaja Salimullah, ospitò la prima riunione della Lega nella sua residenza presso Shahbag, desideroso appunto che i musulmani avessero il loro giusto riconoscimento nell'amministrazione dello Stato indiano.
Nel 1909, la firma dell'Indian Councils Act (noto come "pacchetto di riforme Morley-Minto" dal nome del segretario di Stato per l'India, Lord Minto, il viceré) diede ai nativi indiani ruoli limitati nell'amministrazione delle legislature centrali e provinciali, favorendo sempre e comunque le classi più elevate e i ricchi proprietari terrieri e uomini d'affari. La comunità musulmana, riuscì però a ottenere un elettorato separato.
La spartizione del Bengala venne annullata nel 1911 nel Delhi Durbar al quale prese parte Giorgio V del Regno Unito in persona per essere incoronato imperatore d'India. Egli annunciò inoltre lo spostamento della capitala indiana da Calcutta a Delhi. Questo periodo vide però l'incremento delle attività dei gruppi rivoluzionari indiani, tra cui gli Anushilan Samiti del Bengala e il partito Ghadar del Punjab. Ancora una volta le autorità britanniche furono in grado di reprimere le frange più violente, in parte anche grazie al fatto che l'élite indiana più istruita era intenzionata a evitare la rivoluzione violenta.

### 1914-1918: la prima guerra mondiale, il patto di Lucknow e le Home Rule leagues

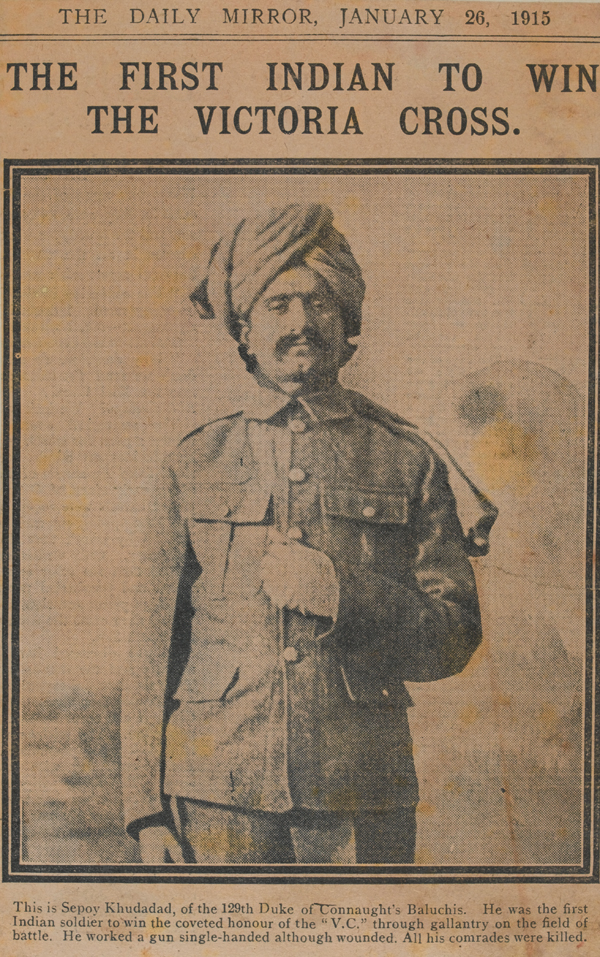
Khudadad Khan, il primo nativo indiano a ottenere la Victoria Cross
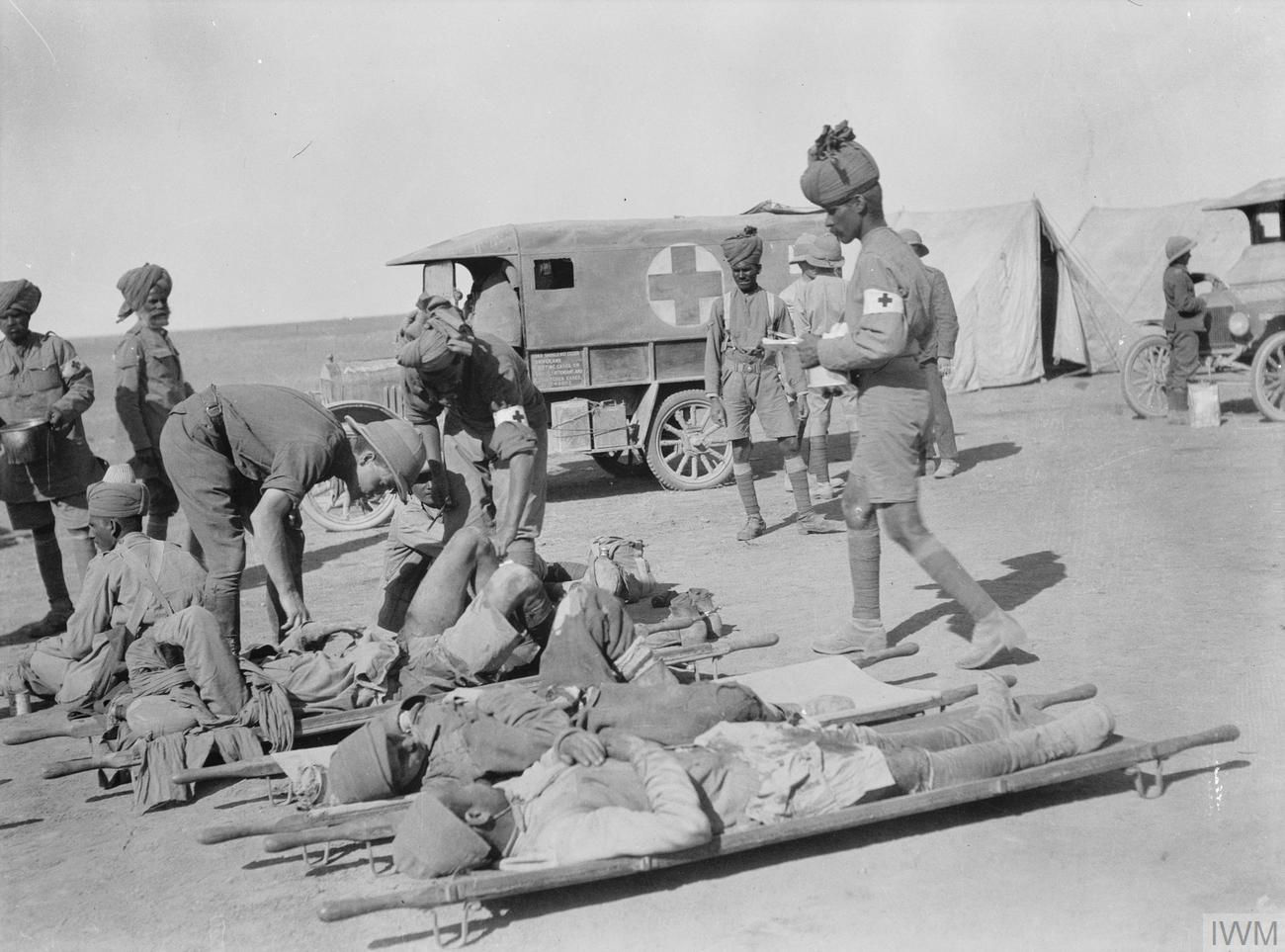
Medico indiano con i membri feriti del Mesopotamian Expeditionary Force in Mesopotamia durante la prima guerra mondiale
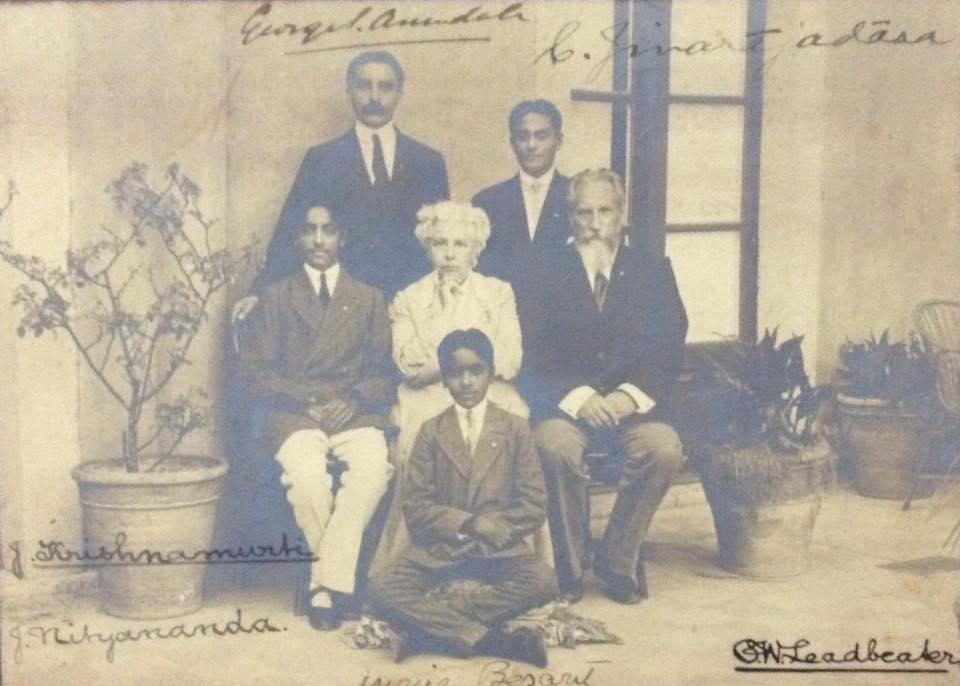
Annie Besant con i membri della Società teosofica di Adyar a Madras nel 1912, quattro anni prima della fondazione dell'Indian Home Rule League

La prima guerra mondiale peggiorò ulteriormente le già tese relazioni tra Regno Unito e India. Poco dopo lo scoppio delle ostilità, il governo indiano aveva indicato di poter fornire due divisioni di fanteria e una brigata di cavalleria, oltre a ulteriori divisioni in caso di emergenza. Circa 1 400 000 di indiani e soldati britannici dell'esercito indiano presero parte alla guerra, principalmente in Iraq e nel Medioriente. La partecipazione degli indiani a ogni modo fu un ulteriore duro colpo alla moralità degli britannici in quanto si vide che i primi erano convintamente fedeli alla causa imperiale e spesso si distinguevano sul campo per atti di coraggio. Il profilo internazionale dell'India crebbe ancora di più a partire dal 1920 quando entrò nella Lega delle Nazioni e prese parte alle olimpiadi estive che si tennero in quello stesso anno ad Anversa. Gli indiani presero a richiedere maggior autonomia di governo dopo la fine del conflitto.
Inoltre l'impiego di truppe indiane in Mesopotamia e in Europa aveva fatto evidenziare al viceré Lord Harding, il "rischio di privare l'India di truppe", il che faceva ovviamente presagire il terrore dello scoppio di rivolte anti-britannici. Di conseguenza, per rafforzare le proprie difese, nel 1915 il governo indiano approvò il Defence of India Act 1915, che permetteva di incarcerare i dissidenti politici giudicati pericolosi anche senza processo preventivo e di imprigionare pure i giornalisti che facessero cattiva propaganda, o semplicemente di censurare la stampa dannosa. In questo contesto l'britannica Annie Besant venne arrestata nel 1917.
Dopo il 1906 il Congresso Nazionale Indiano si era diviso ancor più tra moderati ed estremisti i quali avevano organizzato l'attività politica del consesso in maniera alquanto frammentaria sino al 1914, quando Bal Gangadhar Tilak venne rilasciato dal carcere e iniziò a sondare altri capi politici per una possibile riunificazione delle idee e dei partiti, per rafforzarsi. Si dovette a ogni modo attendere sino alle dimissioni dei principali oppositori moderati di Tilak, Gopal Krishna Gokhale e Pherozeshah Mehta, nel 1915, per raggiungere un accordo. Nella sessione del 1916 che si tenne a Lucknow del Congresso, i sostenitori di Tilak riuscirono a favorire una soluzione radicale, chiedendo ai britannici di dichiarare apertamente "la loro volontà e intenzione [...] di conferire l'autogoverno all'India il più presto possibile". Nel 1917 all'Imperial Legislative Council, Madan Mohan Malaviya parò pubblicamente delle aspettative che la guerra aveva ingenerato negli indiani, "Ho l'ardire di dire che la guerra ha riportato l'orologio [...] indietro di cinquant'anni [...] e le riforme dopo la guerra dovranno [...] soddisfare le aspirazioni del popolo [indiano] per renderlo parte legittima dell'amministrazione del loro paese."
La partecipazione inoltre della Lega Musulmana a questi eventi fu un fatto particolare dal momento che questa, pur essendo formalmente sottoposta al governo britannico, supportava negli ideali tedeschi e turchi che erano in conflitto con i musulmani britannici nella Grande guerra. I musulmani indiani iniziarono a dubitare della neutralità espressa più volte dal governo britannico nei loro confronti, in particolare dopo la riunificazione del Bengala nel 1911. Nel patto di Lucknow, la Lega aderì agli ideali di Tilak e dei suoi sostenitori, ma il Congresso dovette appunto accettare di separare gli elettorati musulmani. Nel 1916 la Lega Musulmana disponeva di 500-800 aderenti sparsi in tutto il paese ed era guidata da due personaggi di spicco, i fratelli Mohammad and Shaukat Ali, che avevano abbracciato la causa panislamica; a ogni modo questi dovettero essere supportati da un giovane avvocato di Bombay, Muhammad Ali Jinnah, che poi divenne leader sia della Lega sia del movimento indipendentista indiano.
Nel corso del 1916, due Home Rule Leagues vennero fondati nel Congresso Nazionale Indiano, rispettivamente da Tilak e da Annie Besant, col fine di promuovere l'autogoverno tra gli indiani e di elevare la statura dei fondatori del Congresso stesso. Besant, da parte sua, intendeva anche mostrare come il suo metodo di proclamare l'indipendenza senza l'uso della violenza fosse effettivamente la migliore via perseguibile. Le due leghe si divisero i territori indiani: Tilak si occupò dell'India occidentale, della presidenza di Bombay, mentre la Besant del resto del paese, in particolare di Madras, del Sindh e del Gujarat. Entrambi i movimenti in breve tempo raccolsero 30 000 adesioni e iniziarono un'opera di propaganda sui giornali, tramite pamphlets e con l'uso di canzoni politico-religiose, oltre che con riunioni di piazza che radunavano bramini, commercianti, contadini, studenti e lavoratori. Le autorità britanniche reagirono imponendo delle restrizioni a questi movimenti, incluso l'impedimento ai due leaders di viaggiare in certe province.

### 1915-1918: il ritorno di Gandhi

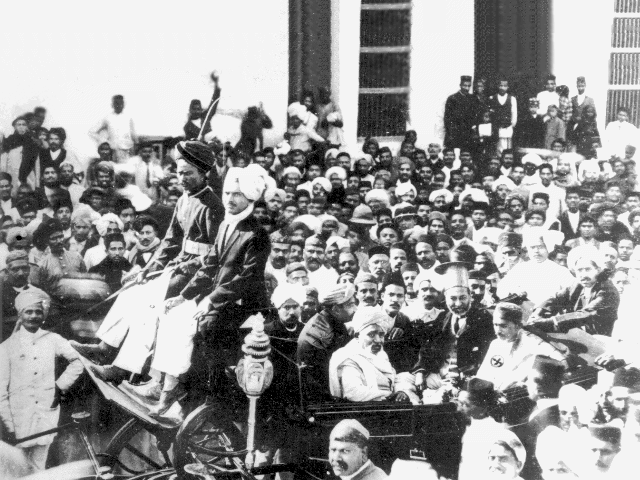
Mahatma Gandhi (seduto in carrozza, a destra, con lo sguardo abbassato) riceve una grande accoglienza a Karachi nel 1916 dopo il suo ritorno in India dal Sudafrica

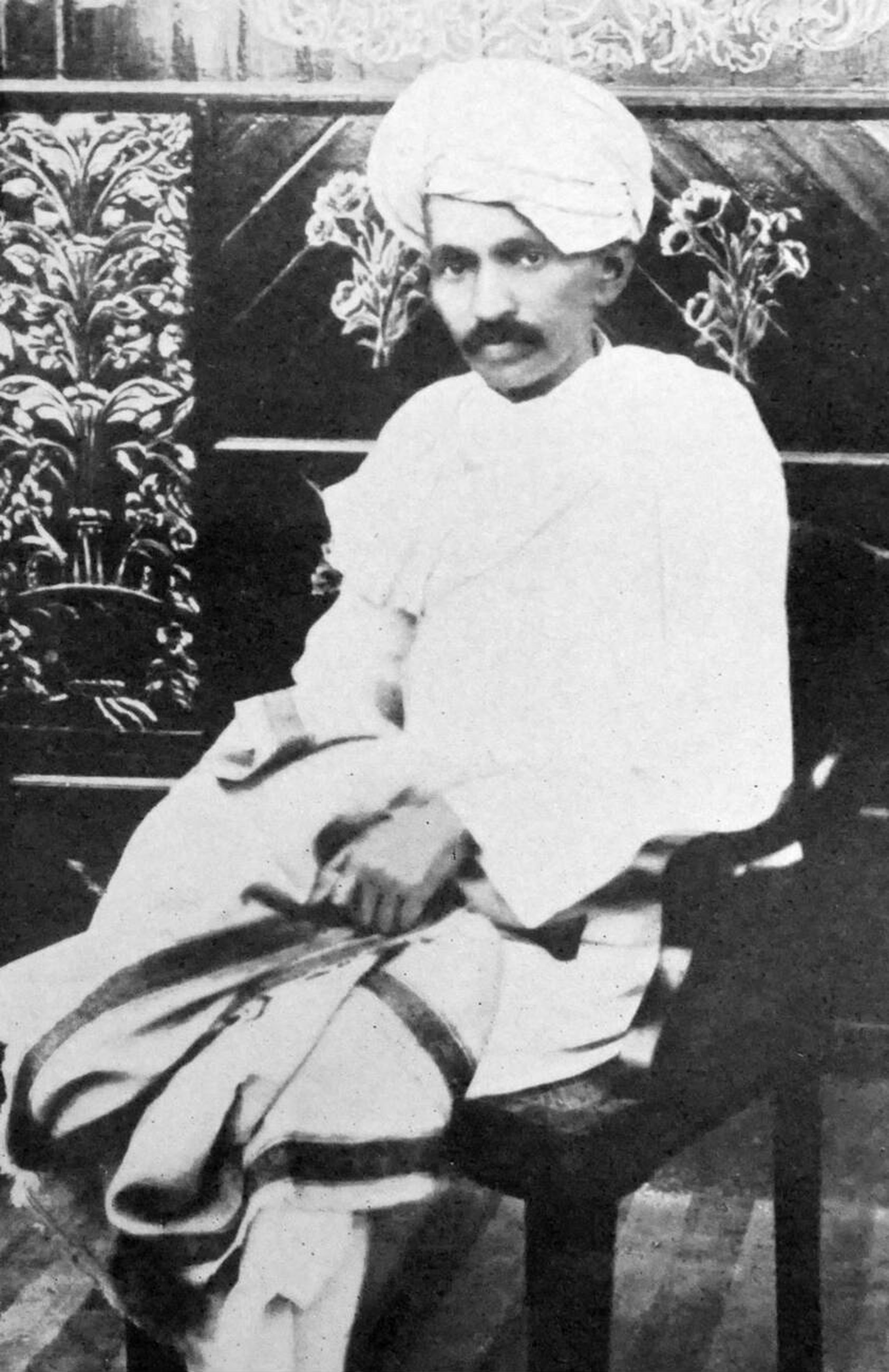
Gandhi all'epoca della Kheda Satyagraha, 1918

Il 1915 vide anche il ritorno di Mohandas Karamchand Gandhi in India. Già noto in India per la sua protesta sui diritti civili degli indiani in Sudafrica, Gandhi scelse di seguire la linea del suo mentore, Gopal Krishna Gokhale, senza tenere discorsi pubblici bensì viaggiando, osservando e prendendo appunti sul paese di prima mano al suo ritorno. Già in precedenza, nel corso del suo soggiorno in Sudafrica, Gandhi, avvocato di professione, aveva rappresentato la comunità indiana locale che, per quanto piccola, era sufficientemente diversa da rappresentare essa stessa un microcosmo dell'India stessa. Nell'intento di mantenere unita questa comunità e simultaneamente del farla confrontare con l'autorità coloniale, Gandhi creò la tecnica di protesta della non violenza che egli definì col termine Satyagraha (o Sforzo per la Verità). Per Gandhi, la Satyagraha era ben differente dalla "resistenza passiva", che egli riteneva essere una strategia tipica del debole contro il forte; mentre la Satyagraha, era una risorsa "del forte contro chi lo minaccia e lo fa soffrire per la sua causa". L'Ahimsa o "non-violenza", che costituiva il nerbo stesso della Satyagraha, divenne un pilastro fondamentale assieme alla Verità nella filosofia di Gandhi. Negli anni 1907-1914, Gandhi testò la tecnica della Satyagraha in diverse proteste per conto della comunità indiana in Sudafrica contro le ingiuste leggi razziali locali.
Sempre in Sudafrica, Gandhi, nel suo saggio Hind Swaraj, (1909), aveva formulato la sua visione del Swaraj, o "auto-governo" per l'India, basato su tre elementi fondamentali: solidarietà tra indiani anche di diversi credi religiosi, ma in particolar modo tra indù e musulmani; rimozione della casta degli intoccabili dalla società indiana; esercizio dello swadeshi, ovvero il boicottaggio dei beni stranieri. La prima delle due egli sentiva come essenziale affinché la società indiana potesse dirsi egualitaria e tollerante, unendo la Verità all'Ahimsa. Sino almeno al 1920, la presenza britannica non rappresentò un problema nel raggiungimento del swaraj, secondo Gandhi, ma piuttosto limitava la capacità degli indiani di creare una società moderna.
Gandhi fece il suo debutto politico in India nel 1917 a Champaran, nel distretto di Bihar, al confine col Nepal, dove venne invitato da un gruppo di contadini che, per anni, era stato costretto a piantare indaco sulle proprie terre e a venderlo a prezzi ribassati agli britannici. Al suo arrivo nel distretto, Gandhi venne accolto da diversi agitatori locali, incluso il giovane congressista Rajendra Prasad, da Bihar, che divenne un dei sostenitori più leali di Gandhi e giocherà un ruolo fondamentale nel movimento indipendentista indiano. Quando a Gandhi venne chiesto di andarsene dalle locali autorità britanniche, questi si rifiutò di obbedire sul piano morale. Su pressione del viceré a Delhi che era ansioso di mantenere la pace in India, specie in periodo di guerra internazionale, Gandhi venne perseguito. L'anno successivo, Gandhi lanciò nuove proteste pacifiche nel suo nativo Gujarat e nel distretto rurale di Kaira, aree dove si conduceva una produzione essenzialmente tessile. Ad Ahmedabad, Gandhi supportò gli scioperi degli operai locali per i loro bassi stipendi. A Kaira, Gandhi conobbe quello che diventerà un altro dei suoi luogotenenti, Sardar Vallabhbhai Patel, che ebbe il compito di organizzare la protesta dei contadini locali e che diverrà un'altra figura chiave del movimento indipendentista indiano.

### 1916-1919: le riforme Montagu-Chelmsford
Nel 1916, di fronte al rafforzarsi delle proteste dei nazionalisti con la firma del patto di Lucknow e la fondazione dell'Indian Home Rule movement, il nuovo viceré, Lord Chelmsford, chiese al governo britannico di dare maggiori risposte all'opinione pubblica indiana. Sulla fine dell'anno, dopo discussioni col governo di Londra, il viceré suggerì di dimostrare la buona fede degli britannici con una serie di azioni pubbliche, come la concessione di titoli e onori ai principi nativi, la garanzia di commissioni nell'esercito per gli indiani, la rimozione di tasse sul cotone e, cosa più importante, l'avvio di un piano per il futuro dell'India. Dopo ulteriori discussioni, nell'agosto del 1917 il nuovo segretario di Stato per l'India, Edwin Montagu, annunciò l'intenzione del governo britannico di "incrementare l'associazione con gli indiani in ogni branca dell'amministrazione, e avviare il graduale sviluppo verso l'autogoverno delle istituzioni, in vista di un progresso di governo responsabile in India come parte integrante dell'Impero britannico".
Montagu e Chelmsford presentarono i loro rapporti nel luglio del 1918 dopo un lungo viaggio in India nel precedente inverno. Dopo discussioni tra governo e parlamento britannico, venne creata una commissione che stabilì chi potesse votare alla future elezioni, approvando il Government of India Act 1919 (noto anche come riforme Montagu-Chelmsford) che venne siglato nel dicembre di quell'anno. Con tale legge, anche se dipartimenti come la difesa, gli affari esteri, la legge criminale, le comunicazioni e le tasse erano comunque mantenute in mano del viceré e del governo centrale di Nuova Delhi, altri dipartimenti governativi come la salute pubblica, l'educazione, l'agricoltura e l'autogoverno locale passarono all'amministrazione provinciale. Le province erano amministrate tramite un sistema diarchico tra britannici e indiani, in un'ottica di collaborazione per il bene comune.
Con queste riforme gli indiani vennero quindi affrancati dal loro status precedente, ottenendo il diritto di voto anche se, di fatti, quelli abili al voto rappresentavano il 10% della popolazione adulta maschile del paese. Malgrado ciò, seggi vennero riservati ai musulmani, ai sikh, ai cristiani, agli anglo-indiani, agli europei residenti in India, garantendo così una migliore e più ampia rappresentatività della popolazione.

### 1917-1919: il Rowlatt Act

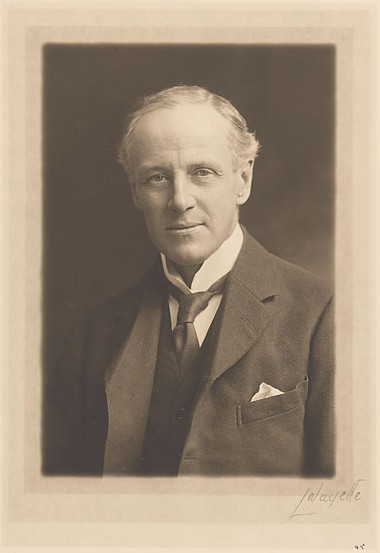
Sidney Rowlatt, il giudice britannico sotto la cui presidenza la commissione Rowlatt raccomandò la restrizione delle leggi anti-sedizione

Nel 1917, mentre Montagu e Chelmsford compilavano i loro rapporti, una commissione presieduta dal giudice britannico, Sidney Rowlatt, ottenne il compito di investigare eventuali "cospirazioni rivoluzionarie" come pretesto per estendere i poteri straordinari del governo. La Commissione Rowlatt presentò il suo rapporto nel luglio del 1918 nel quale si evidenziavano tre regioni a potenziale d'insorgenza: il Bengala, la presidenza di Bombay e il Punjab. Per combattere i sovversivi in queste regioni, la commissione raccomandava che il governo utilizzasse la propria autorità come in tempo di guerra, incluso il diritto di trattare i casi di sedizione con tre giudici e senza giurie, come pure il potere di utilizzare l'arresto e la detenzione anche solo per sospetto e senza processo.

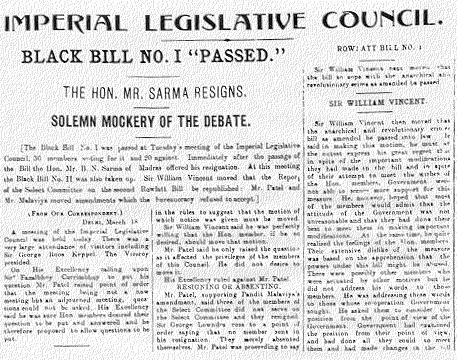
Il Rowlatt Bills (1919) in un articolo di giornale indiano dell'epoca

Con la fine della prima guerra mondiale, in India vi fu un sostanziale cambiamento economico. Sul finire del 1919, 1.500.000 indiani avevano servito in ruoli combattenti e non combattenti e l'India aveva speso 146.000.000 di sterline per la guerra. L'aumento delle tasse insieme alle problematiche interne raddoppiò i prezzi di tutti i beni in India dal 1914 al 1920. Il ritorno dei veterani di guerra, in particolar modo nel Punjab, creò una crisi di impieghi, e l'inflazione post-bellica portò a rivolte per il cibo nelle province di Bombay, Madras e del Bengala, una situazione peggiorata ultimamente dai mancati monsoni del 1918-19. L'influenza epidemica globale e la rivoluzione d'ottobre del 1917 aggiunsero ulteriori preoccupazioni, col timore di simili rivoluzioni anche in India.
Per combattere quella che era vista come una crisi ormai imminente, il governo abbozzò con le raccomandazioni derivate dal rapporto della commissione Rowlatt, il Rowlatt Bills. Per quanto queste leggi vennero autorizzate da Edwin Montagu, in molti casi esse non furono bene accette da parte della popolazione indiana. Nella successiva discussione e voto presso il Consiglio Legislativo Imperiale, tutti i membri indiani dello stesso si espressero contrariamente alla legge. Il governo indiano fu, a ogni modo, in grado di utilizzare la propria "maggioranza ufficiale" per assicurarsi il passaggio delle leggi nel 1919. L'unica modifica che venne accettata fu la durata prevista di tali disposizioni, ovvero tre anni. Il Rowlatt Act, a ogni modo, creò generale indignazione in tutta l'India e portò Gandhi in prima linea nel movimento nazionalista indiano.

### 1919-1939: il massacro di Jallianwala, il movimento della non-cooperazione e il GIA 1935

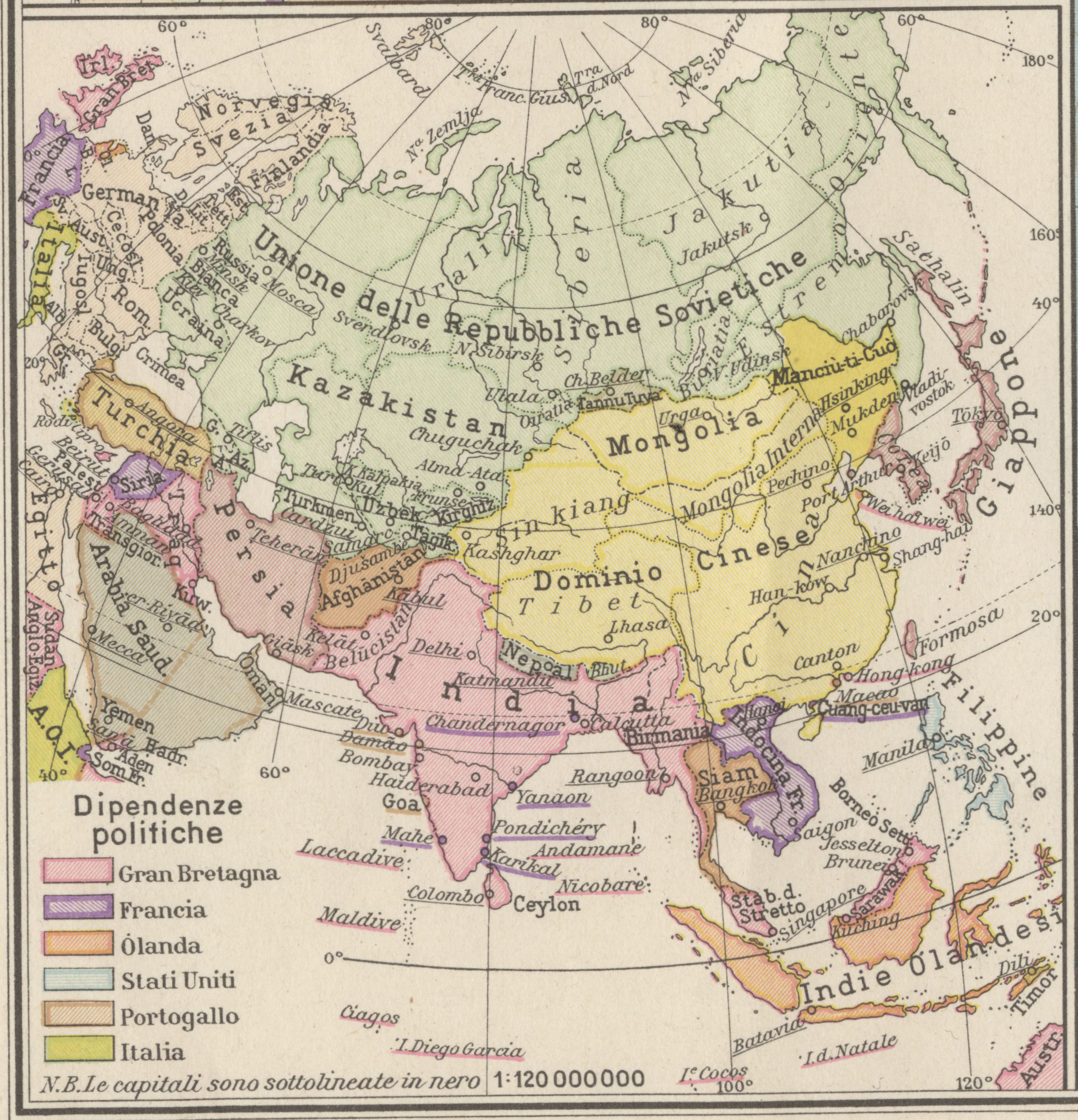
Mappa politica dell'Asia nel 1937

Il massacro di Jallianwala o "massacro di Amritsar", si svolse nei giardini pubblici di Jallianwala Bagh della città di Amritsar. Dopo giorni di rivolta il generale di brigata Reginald E.H. Dyer impedì incontri pubblici e domenica 13 aprile 1919 cinquanta soldati dell'esercito indiano comandati dallo stesso Dyer iniziarono a sparare sulla folla senza preavviso. Le perdite stimate furono di 379 morti e 1100 feriti tra la popolazione. L'Indian National Congress stimò il numero dei morti come tre volte superiore. Dyer venne rimosso dai suoi incarichi, ma venne largamente celebrato da quegli britannici che credevano nella superiorità europea nel British Raj. Gli storici considerano a oggi che quello fu un passo decisivo verso la fine del governo britannico in India.
Nel 1920, Gandhi iniziò la sua campagna di non cooperazione, spingendo molti indiani a restituire al governo britannico onori e ricompense, a licenziarsi dai servizi civili e a boicottare i beni provenienti dalla Gran Bretagna. Gandhi riorganizzò inoltre il Congresso, trasformandolo in un movimento di massa e aprendone l'appartenenza anche ai più poveri tra gli indiani. Sebbene Gandhi avesse deciso di bloccare il movimento per la non-cooperazione nel 1922 dopo il violento incidente di Chauri Chaura, il movimento rinacque nuovamente a metà degli anni '20.
La visita, nel 1928, della commissione Simon, incaricata di istituire delle riforme costituzionali in India, portò a delle proteste in tutto il paese. Nel 1925, le proteste nonviolente ripresero come pure l'operato del Congresso, questa volta nel Gujarat, e guidato da Patel, che aveva organizzato i contadini al rifiuto nel pagamento delle tasse sulla terra; il successo di questa protesta, la Bardoli Satyagraha, portò Gandhi nuovamente in politica attiva.
Nella sua sessione annuale a Lahore, il Indian National Congress, sotto la presidenza di Jawaharlal Nehru, chiese la Purna Swaraj (in lingua indostana: "completa indipendenza"), o Purna Swarajya. La dichiarazione venne abbozzata dalla Congress Working Committee, che includeva Gandhi, Nehru, Patel e Chakravarthi Rajagopalachari. Gandhi portò il movimento a una disobbedienza civile che culminò nel 1930 nel Salt Satyagraha, nella quale migliaia di indiani si rifiutarono di pagare la tassa sul sale, marciando verso il mare e producendosi da soli il sale tramite l'evaporazione dell'acqua marina. Anche se molti, incluso Gandhi, vennero arrestati, il governo britannico dovette infine arrendersi e nel 1931 lo stesso Gandhi si portò a Londra per negoziare nuove riforme alle Round Table Conferences.
A livello locale, il controllo britannico rimaneva sul Indian Civil Service (ICS), ma incontrò crescenti difficoltà. Nel 1945 gli indiani erano ormai numericamente dominanti nell'ICS ed erano divisi tra lealtà all'impero e desiderio di indipendenza nazionale. Le finanze del Raj dipendevano dalle tasse sulla terra e queste erano entrate in crisi negli anni '30 del Novecento.
Nel 1935, dopo le Round Table Conferences, il parlamento britannico approvò il Government of India Act 1935, che autorizzava la fondazione di assemblee legislative indipendenti in tutte le province dell'India britannica, la creazione di un governo centrale che incorporasse sia le province sotto il controllo britannico sia gli Stati principeschi indiani e la protezione delle minoranze religiose. L'elettorato venne diviso in diciannove categorie religiose e sociali tra le quali musulmani, sikh, cristiani indiani, classi depresse, proprietari terrieri, commercio e industria, europei, anglo-indiani, ecc. ciascuna delle quali aveva una propria rappresentanza alle assemblee legislative provinciali, con propri candidati.
La legge del 1935 diede più autonomia alle province indiane, con l'obiettivo di appagare così il sentimento nazionalista. In realtà così facendo permanevano delle problematiche: se negli Stati amministrati dai britannici si presentava un governo più democratico e rappresentativo, difatti, in quelli governati da principi locali, il governo popolare non era ammesso.
Le elezioni del 1937 portarono alla vittoria del Congresso in sette province su undici dell'India britannica. I voti presi dal Congresso sorpresero gli ufficiali governativi del Raj che ne avevano sempre sottovalutato la rilevanza. Gli britannici separarono poi la provincia di Burma dall'India britannica nel 1937 e garantirono a essa lo statuto di colonia a parte, ma ancora una volta questa mossa risultò divisiva.

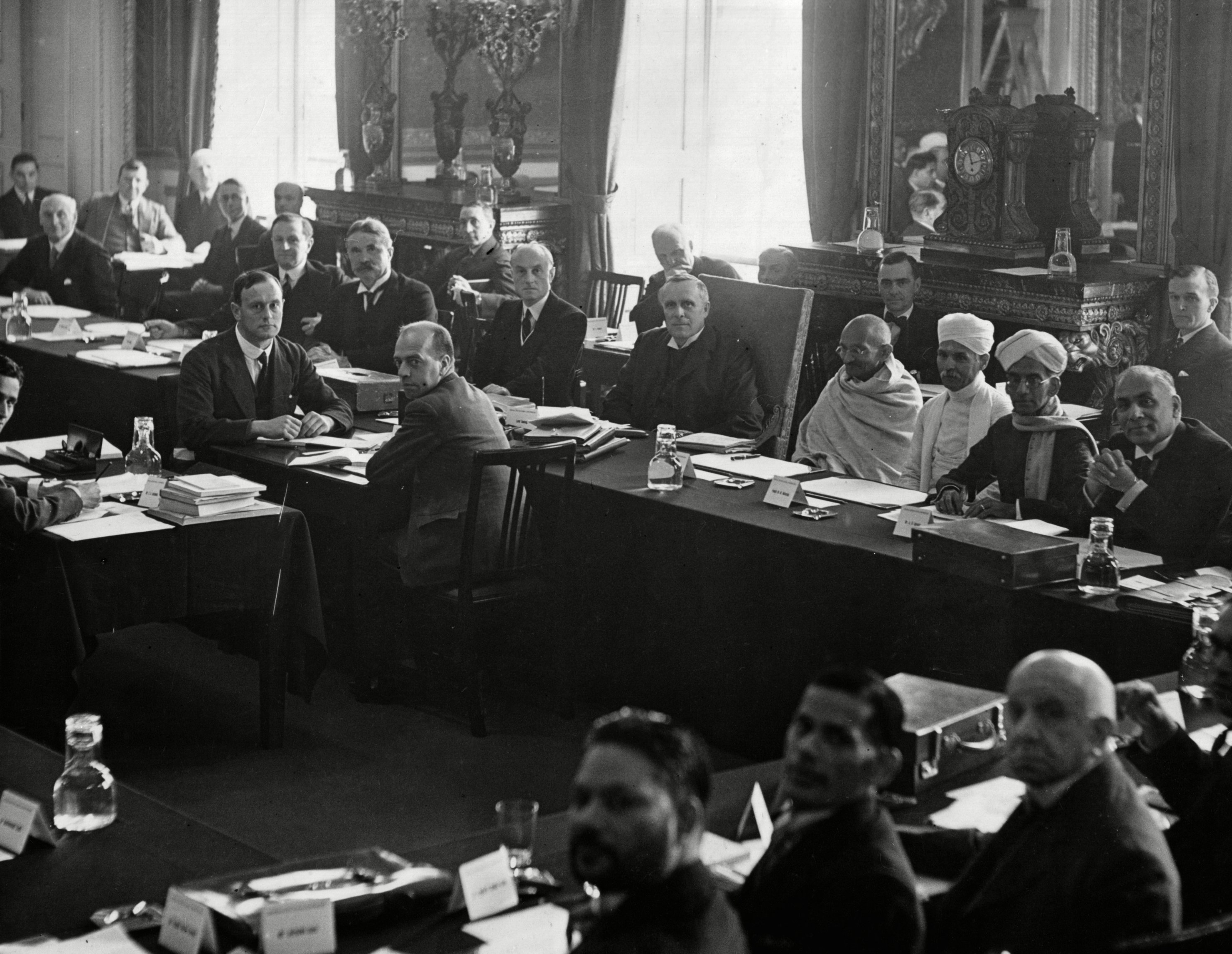
Il Primo ministro britannico, Ramsay MacDonald, tre posti a destra di Gandhi (a sinistra di chi guarda) alla seconda Round Table Conference. Samuel Hoare è due posti a destra di Gandhi. In seconda file, quarto da sinistra, si trova B. R. Ambedkar a rappresentare le "Classi Depresse"
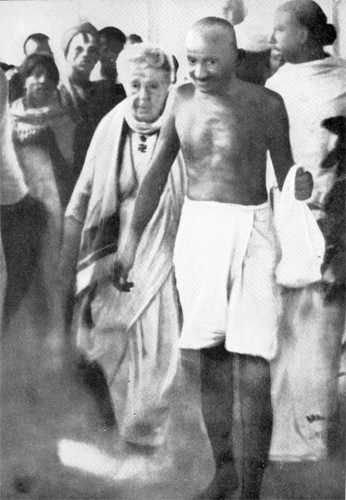
Gandhi con Besant si portano al meeting di Madras nel settembre 1921. Già a Madurai, in quello stesso anno, Gandhi aveva adottato l'uso della tunica come simbolo della povertà dell'India.
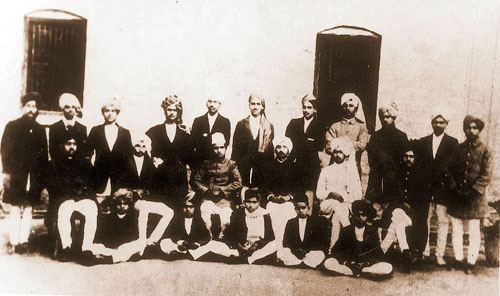
Staff e studenti del National College di Lahore, fondato nel 1921 da Lala Lajpat Rai sulla scia del movimento di non-cooperazione. In piedi, quarto da destra, Bhagat Singh.
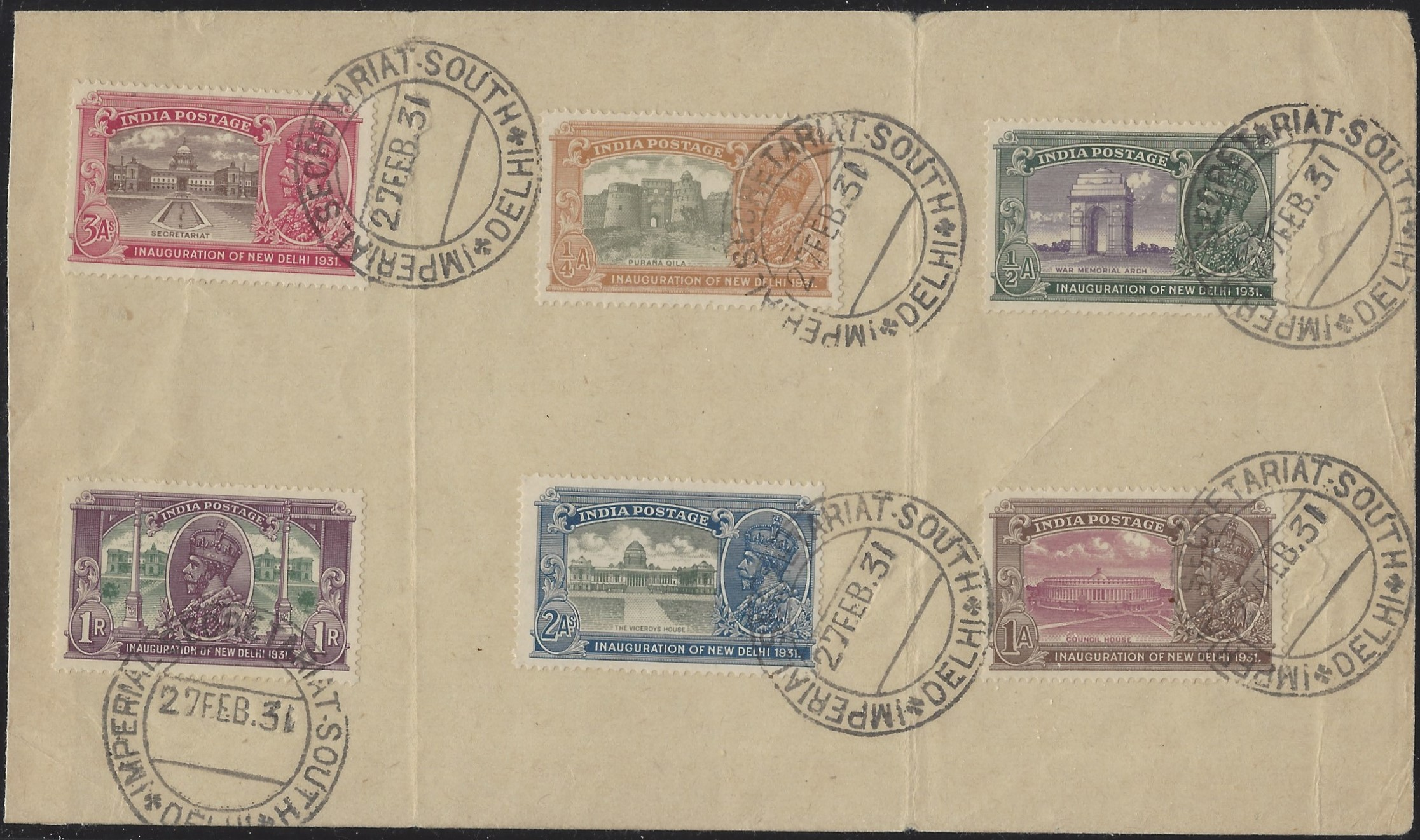
Francobolli commemorativi e annulli della serie "Inauguration of New Delhi", 27 febbraio 1931, che commemorano la nuova città disegnata da Sir Edwin Lutyens e da Sir Herbert Baker
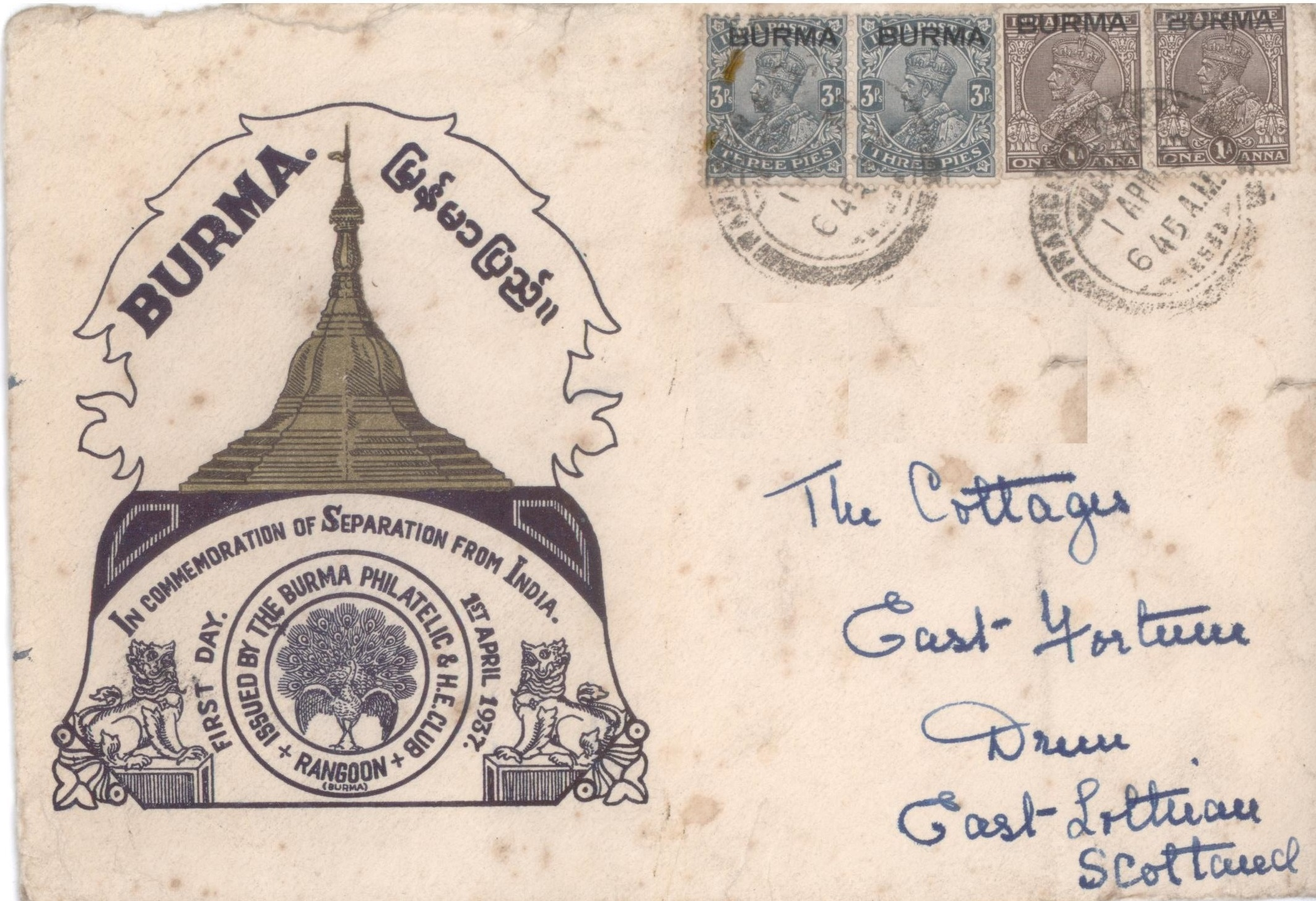
Cartolina commemorativa del 1º aprile 1937 della separazione di Burma dall'India britannica

### 1939-1945: la seconda guerra mondiale

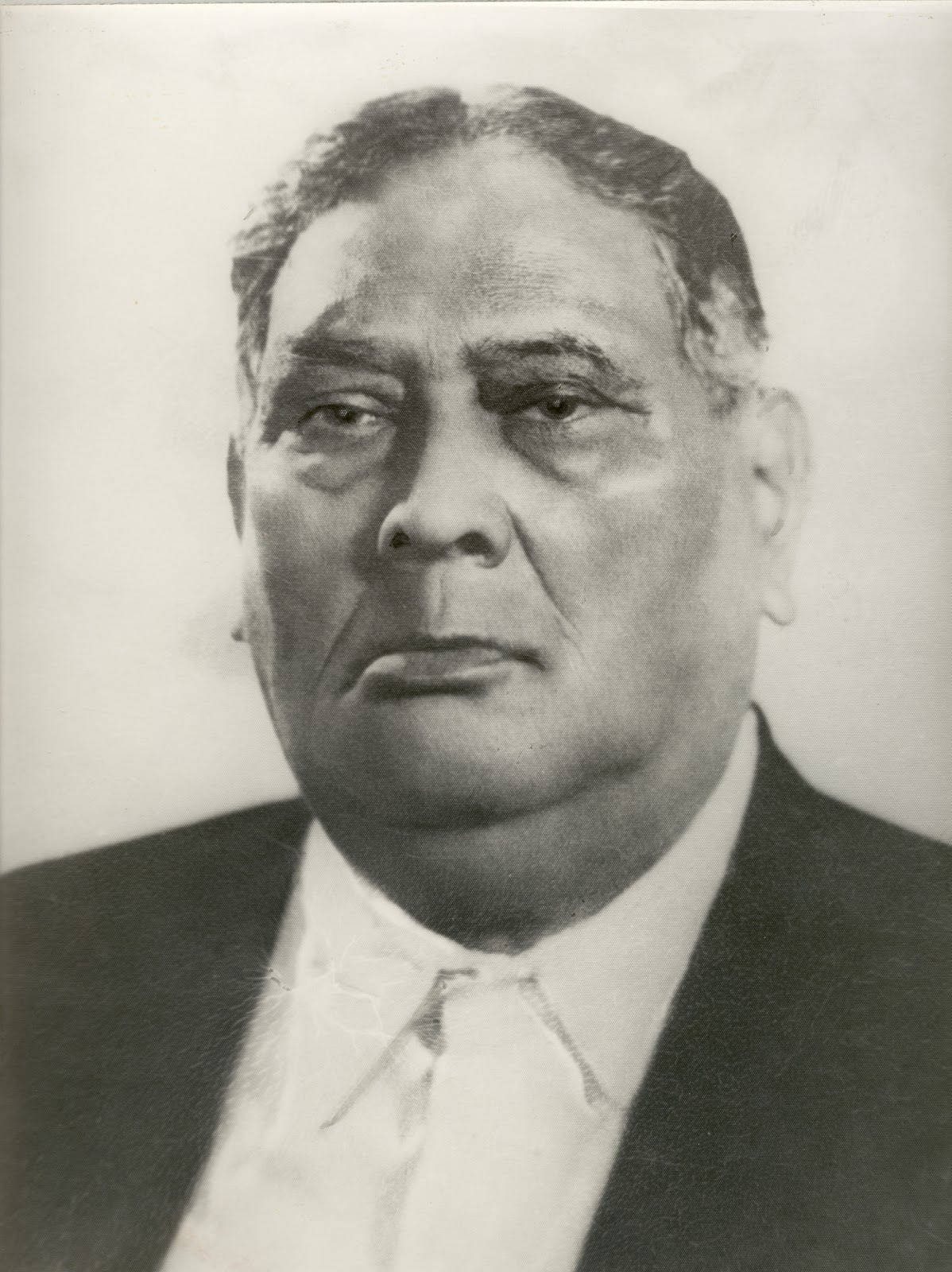
A. K. Fazlul Huq, noto anche come Sher-e-Bangla o Tigre del Bengala, fu il primo Primo ministro eletto nel Bengala, leader del K. P. P. e importante alleato della All India Muslim League

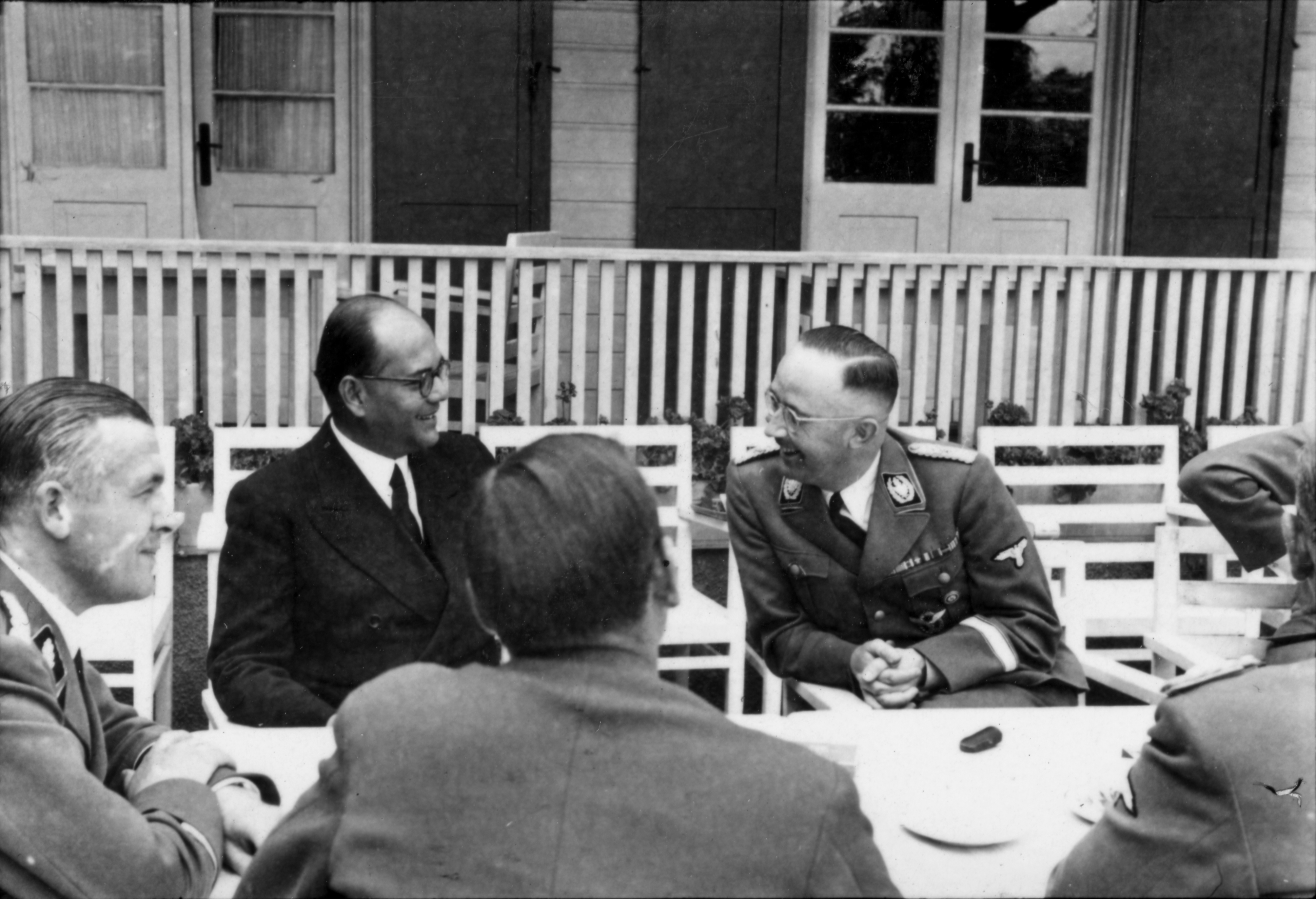
Subhas Chandra Bose (secondo da sinistra) con Heinrich Himmler (a destra), 1942

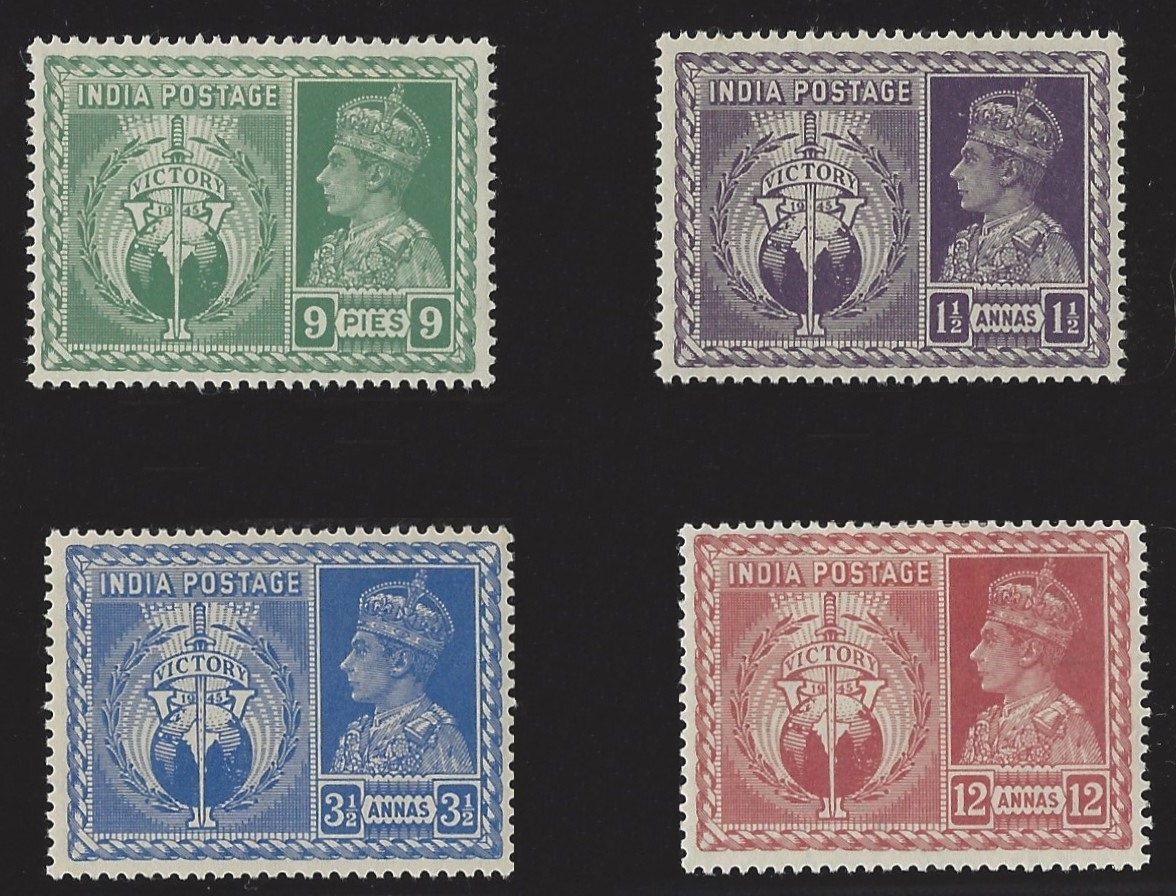
Serie di francobolli "Victory" emessa dal governo dell'India per commemorare la vittoria alleata nella Seconda guerra mondiale

Con lo scoppio della seconda guerra mondiale nel 1939, il viceré Lord Linlithgow, dichiarò guerra per conto dell'India senza consultare i presidenti dei congressi provinciali da poco istituiti, causando le loro dimissioni per protesta. La Lega Musulmana, per contro, sostenne l'entrata in guerra proposta dagli britannici e mantenne il governo in tre province, Bengala, Sind e Punjab.
La Lega Musulmana, che nel 1927 era composta da appena 1 300 aderenti, era cresciuta rapidamente giungendo a 500 000 tesserati nel Bengala nel 1944, 200 000 nel Punjab e centinaia di migliaia d'altri in tutta l'India. Jinnah si trovava ora in posizione favorevole per negoziare con gli britannici. Il 24 marzo 1940 a Lahore, la Lega passò la "Lahore Resolution" nella quale si chiedeva che "le aree nelle quali i musulmani siano numericamente in maggioranza come nel Nordovest, siano raggruppati a costituire Stati indipendenti, autonomi e sovrani." Anche se vi erano molti altri politici mussulmani di peso al congresso come Ab'ul Kalam Azad, o a livello regionale come A. K. Fazlul Huq del Krishak Praja Party in Bengala, Fazl-i-Hussain del Punjab Unionist Party e Abd al-Ghaffar Khan del Khudai Khidmatgar nella Provincia della Frontiera Nordoccidentale, gli britannici, nei successivi sei anni, continuarono a vedere nella sola Lega Mussulmana l'unica rappresentanza musulmana in India.
Il Congresso si oppose sentitamente all'avere una connotazione religiosa come i musulmani avrebbero voluto. I suoi rappresentanti insistevano sulla necessità che esso rappresentasse l'unità dell'India, incolpando per contro gli britannici di applicare la regola del divide et impera per spingere i musulmani a sentirsi alieni agli indù. Jinnah rigettò l'idea di un'India unità, enfatizzando il fatto che le comunità religiose fossero ancora più importanti del nazionalismo, sentito come un'unione artificiale. Egli proclamò la teoria delle due nazioni, partendo dal discorso tenuto a Lahore il 23 marzo 1940:
L'esercito indiano nel 1939 includeva 220 000 nativi, ma si espanse ulteriormente durante la guerra, e vennero istituite anche delle unità navali e di aviazione. Circa 2 000 000 furono i volontari indiani in servizio alle forze armate britanniche. Ebbero un ruolo importante in numerose campagne, specialmente nel Medioriente e in Nordafrica. Le perdite furono moderate (in termini relativi alla guerra mondiale), con 24 000 morti; 64 000 feriti; 12 000 dispersi e 60 000 prigionieri al 1942.
Il governo di Londra coprì la maggior parte delle spese dell'esercito indiano, il che ebbe l'effetto di cancellare il debito pubblico indiano; le finanze nazionali, anzi, conclusero la guerra con un surplus di 1 300 000 000 sterline. Inoltre, le richieste britanniche di munizioni, uniformi, mitragliatrici e cannoni prodotti in India, portò a una rapida espansione dell'industria locale come quella tessile (+16%), dell'acciaio (+18%) e chimica (+30%). A Bangalore vennero prodotte anche le prime navi e alcuni aerei. Il sistema ferroviario, con 700 000 impiegati, venne espanso ulteriormente.
Il governo britannico inviò la missione Cripps nel 1942 per assicurarsi della corretta cooperazione degli indiani agli sforzi bellici in cambio della promessa dell'indipendenza dopo la fine della guerra. I principali ufficiali di governo britannico, e in prima linea il Primo ministro Winston Churchill, non diedero il loro sostegno alla missione Cripps.
Il Congresso lanciò quindi il movimento Quit India nel luglio del 1942 chiedendo l'immediato ritiro degli britannici a livello internazionale dall'India o una disobbedienza civile di massa. L'8 agosto, il Raj arrestò tutti i capi nazionali, provinciali e locali del Congresso, detenendone molti sino al 1945. Il paese insorse in violente dimostrazioni guidate dagli studenti e poi dai contadini, in particolare nelle province unite orientali, nel Bihar e nel Bengala occidentale. L'esercito britannico a livello internazionale schiacciò la rivolta in poco più di sei settimane; a ogni modo questo non placò i malumori locali. In altre parti dell'India, il movimento fu meno spontaneo e le proteste meno intense, ma perdurarono sino all'estate del 1943, senza comunque pesanti conseguenze per gli sforzi bellici britannici a livello internazionale.
Subhas Chandra Bose, che era stato uno dei leader dell'ala più giovanile e radicale dell'Indian National Congress tra gli anni '20 e '30, giunse al rango di presidente del Congresso tra il 1938 ed il 1939. Ad ogni modo venne escluso dal Congresso nel 1939 per divergenze con la dirigenza e successivamente posto agli arresti domiciliari da parte dagli britannici per poi riuscire a fuggire dall'India all'inizio del 1941. Egli decise di rivolgersi alle potenze dell'Asse al fine di ottenere l'indipendenza dell'India. Col sostegno dei giapponesi, egli organizzò l'Indian National Army, composto in gran parte da soldati indiani fatti prigionieri dai giapponesi dopo la battaglia di Singapore. Quando la guerra si stava avviando alla conclusione, i giapponesi iniziarono a sostenere un gran numero di Stati fantoccio e governi provvisori proprio in India, come ad esempio quelli nel Burna, nelle Filippine ed in Vietnam, oltre al governo provvisorio di Azad Hind, presieduto da Bose.
Gli sforzi di Bose a ogni modo ebbero corta vita. A metà del 1944 il British Army bloccò e poi rovesciò l'offensiva giapponese (Operation U-Go), dando inizio alla campagna di Burma. L'Indian National Army di Bose si disintegrò in larga parte combattendo a Burma, ed i rimanenti si arresero con la ricattura di Singapore nel settembre del 1945. Bose morì in agosto dopo aver tentato di fuggire a bordo di un aereo giapponese che si schiantò in Taiwan, Anche se l'operazione di Bose non riuscì, egli di fatti fece emergere il sentimento nazionalista anche in India.

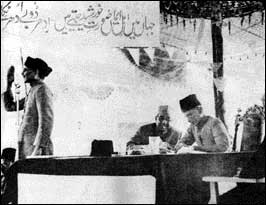
Chaudhari Khaliquzzaman (a sinistra) appoggia la Lahore Resolution della Lega Musulmana con Jinnah (a destra) come presidente, e Liaquat Ali Khan (al centro)
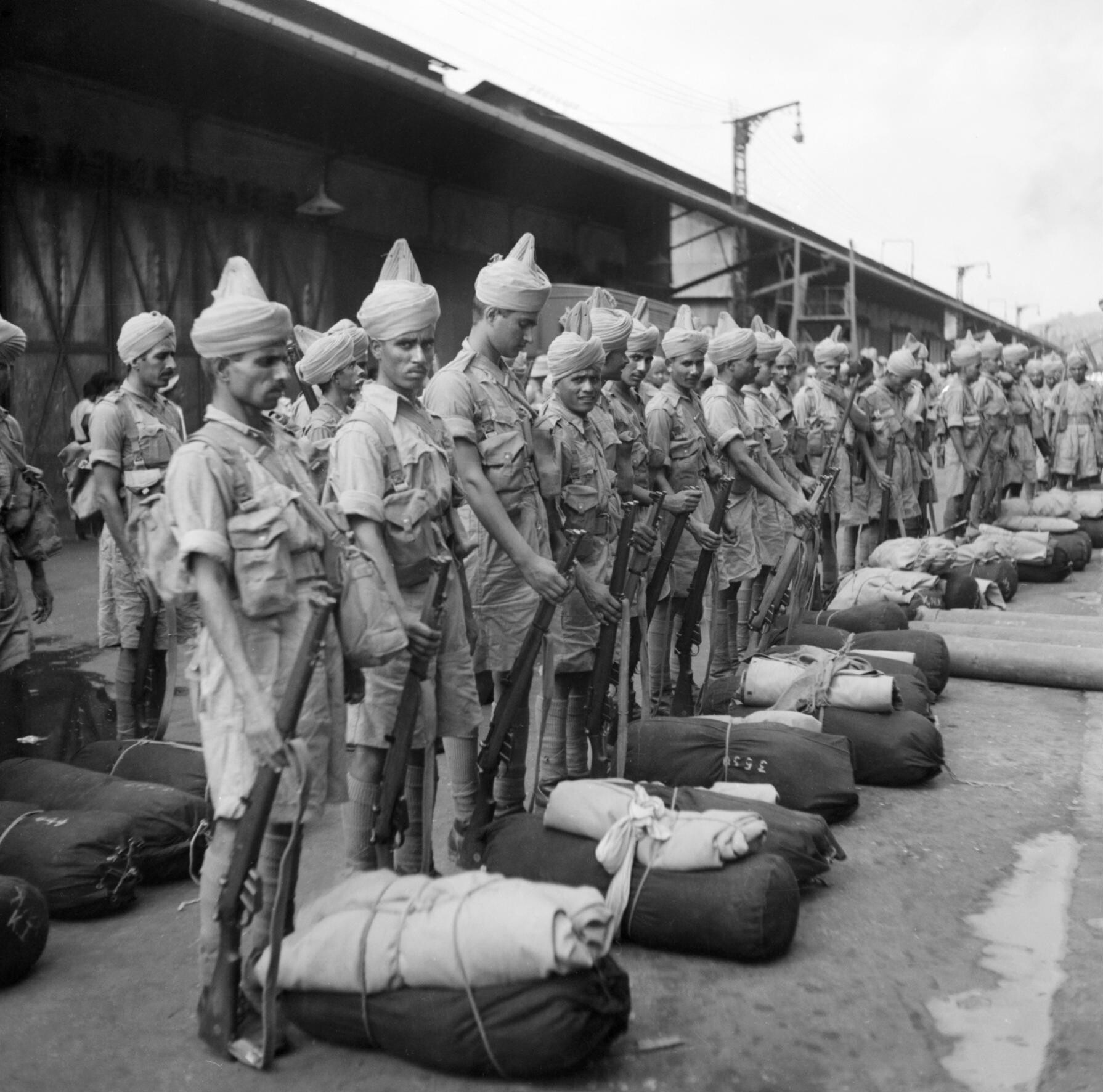
L'arrivo di nuove truppe indiane a Singapore, novembre 1941
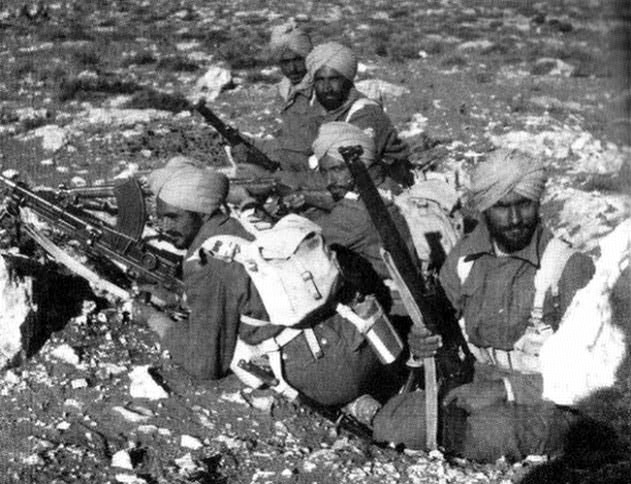
Truppe indiane impegnate nell'Operation Crusader nella Western Desert Campaign in Nordafrica nel novembre/dicembre 1941

### 1946-1947: l'indipendenza

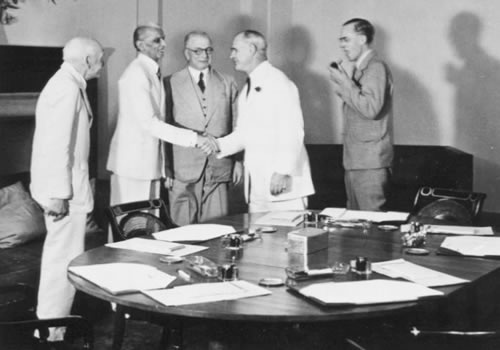
Membri del 1946 Cabinet Mission to India incontrano Muhammad Ali Jinnah. A sinistra Frederick Pethick-Lawrence; all'estrema destra si trova Sir Stafford Cripps

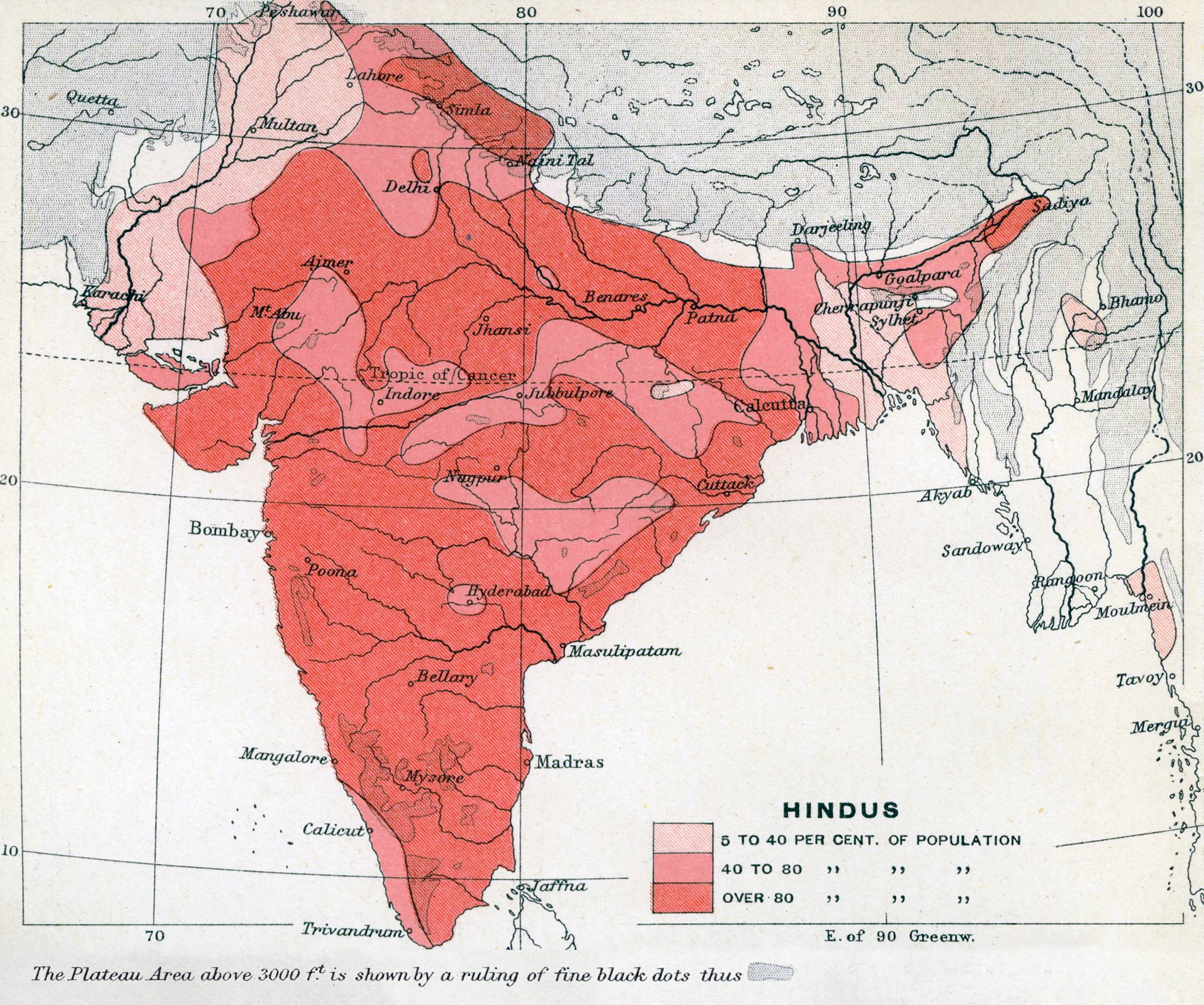
Percentuale degli indù nei distretti indiani, 1909

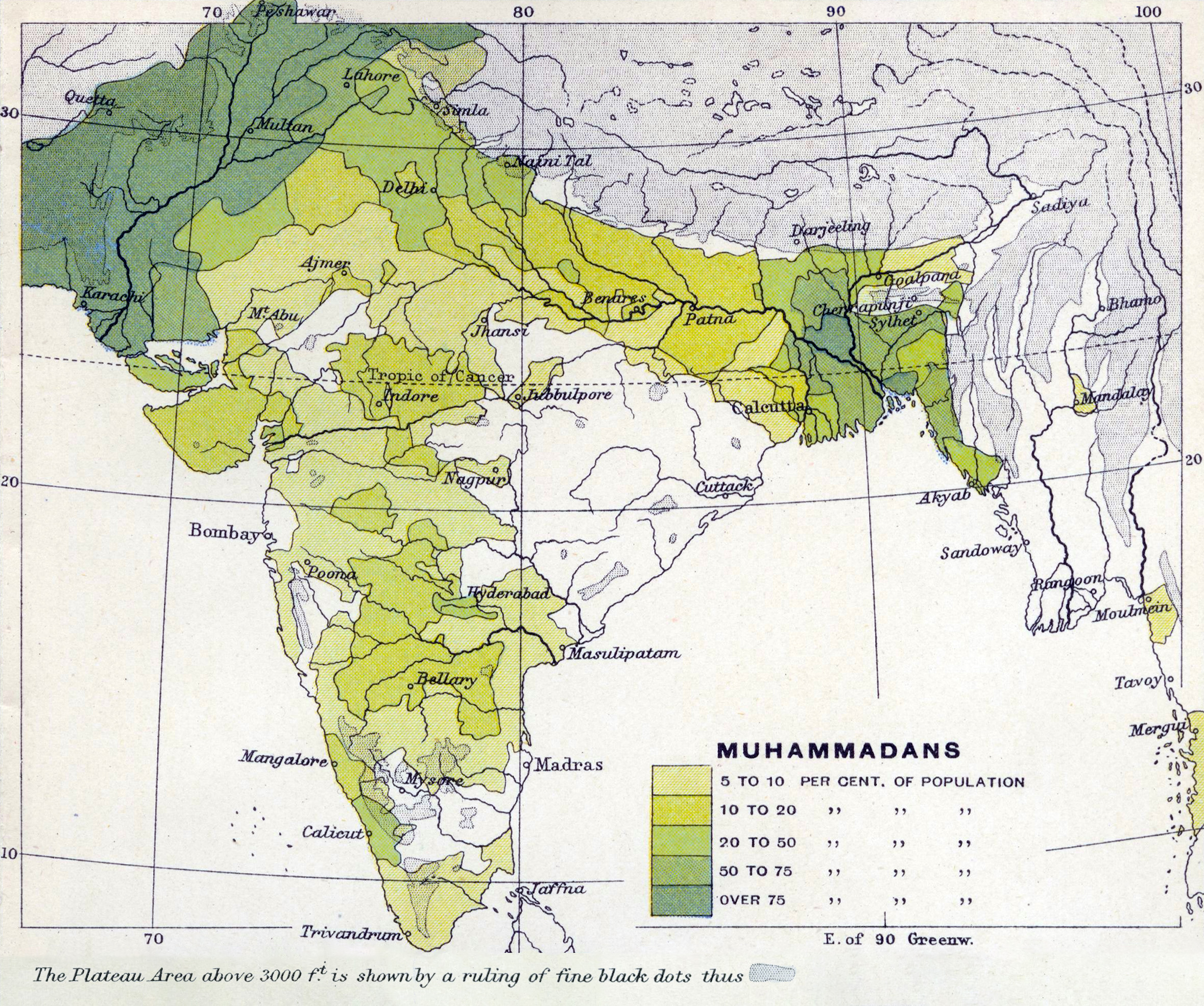
Percentuale dei musulmani nei distretti indiani, 1909

Nel gennaio del 1946, diversi furono gli ammutinamenti che si andarono creando nell'esercito britannico in generale, a partire da quelli della RAF, desiderosi di rimpatriare. Gli ammutinati si unirono a quelli della Royal Indian Navy scoppiati a Bombay nel febbraio del 1946, seguiti da altri a Calcutta, Madras e Karachi. Anche se queste rivolte vennero rapidamente soppresse, furono il chiaro segno a intervenire che venne lanciato al governo britannico, e in particolare al Cabinet Mission to India guidato dal segretario di Stato per l'India, Frederick Pethick-Lawrence, e con incluso anche Sir Stafford Cripps, che aveva visitato il paese quattro anni prima.
Sempre all'inizio del 1946, in India si tennero nuove elezioni. Sul finire del 1945, il governo coloniale aveva annunciato il processo pubblico di tre ufficiali di Bose dopo la sconfitta dell'Indian National Army con l'accusa di tradimento. Con l'inizio di questi processi, la leadership del Congresso, scelse di difendere gli accusati. La successiva condanna degli imputati, le rivolte pubbliche e le remissioni delle sentenze, crearono una propaganda positiva per il Congresso, il quale ottenne poi otto province su undici. I negoziati tra Congresso e Lega Mussulmana, a ogni modo, crearono altre divisioni. Jinnah proclamò il 16 agosto 1946 il Direct Action Day con l'intento di vedere riconosciuti i diritti dei musulmani in India. Scoppiarono rivolte tra indù e musulmani a Calcutta che poi si diffusero rapidamente in tutta l'India britannica. Anche se il governo indiano e il Congresso ne uscirono scossi, a settembre, venne installato un governo ad interim con Jawaharlal Nehru quale primo ministro dell'India unita.
Sul finire dell'anno, il Tesoro nazionale britannico, esausto dalla guerra recentemente conclusasi, e il governo laburista in carica, conscio del proprio mandato in patria e di quello a livello internazionale, come pure delle continue rivolte nell'India britannica, decisero di porre fine al governo britannico in India, e all'inizio del 1947 la Gran Bretagna annunciò l'intenzione di trasferire i propri poteri al governo provvisorio non più tardi del giugno del 1948.
Con l'avvicinarsi della data prevista per l'indipendenza, le violenze tra indù e mussulmani nelle provincie di Punjab e Bengala continuarono ad aumentare. Con l'esercito britannico impreparato, il nuovo viceré, Louis Mountbatten, decise di spostare la data di trasferimento dei poteri, riducendola ad appena sei mesi. Nel giugno del 1947, i leader nazionalisti, incluso Sardar Patel, Nehru e Abul Kalam Azad per conto del Congresso, Jinnah in rappresentanza della Lega Musulmana, B. R. Ambedkar in rappresentanza degli Intoccabili e Tara Singh in rappresentanza dei Sikh, si accordarono per dividere il paese secondo linee religiose, in opposizione netta alla visione propinata da Gandhi. Le regioni a predominanza indù e sikh vennero assegnate al Dominion dell'India mentre le aree a predominanza mussulmana passarono al Dominion del Pakistan; il piano includeva anche la divisione delle province di Punjab e Bengala.
Il nuovo Dominion del Pakistan (poi Repubblica Islamica del Pakistan), con Muhammad Ali Jinnah nel ruolo di governatore generale, e il Dominion dell'India (poi Repubblica indiana), con Jawaharlal Nehru quale primo ministro, si incontrarono rispettivamente con il viceré Louis Mountbatten rispettivamente a Karachi il 14 agosto e a Nuova Delhi il 15 agosto, senza cerimonie ufficiali.

## Rapporti tra India britannica e Stati principeschi indiani

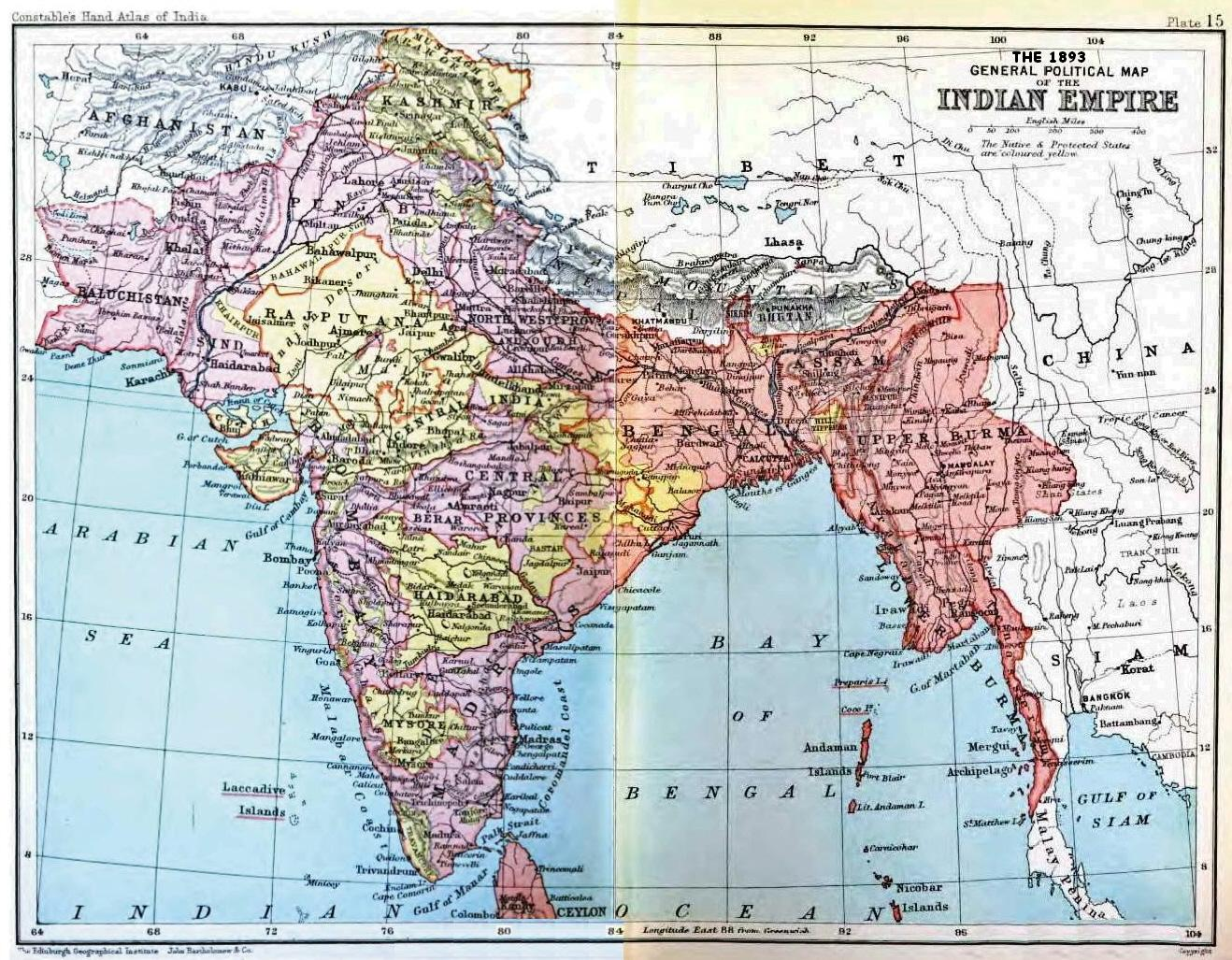
L'Impero indiano nel 1893

L'Impero indiano britannico era suddiviso in due parti distinte: India britannica e Stati principeschi o Stati nativi. Nell'Interpretation Act del 1889, il parlamento britannico adottò le seguenti definizioni per le due sezioni:
L'espressione "India britannica" indicherà tutti quei territori o luoghi in cui vige la sovranità di Sua Maestà e che sono quindi governati attraverso il Governatore Generale dell'India o un suo subordinato. L'espressione "India" indicherà l'India britannica unitamente agli altri territori dei prìncipi o capi nativi. (52 & 53 Vict. cap. 63, sec. 18)
In generale il termine "British India" è stato usato (e continua a essere usato) in riferimento alle regioni sotto il controllo della Compagnia delle Indie Orientali dal 1600 sino al 1858. Il termine è stato anche usato per indicare i "Britannici in India".
La sovranità negli oltre 175 Stati principeschi, molti di notevole estensione e rilievo politico, veniva esercitata (in nome della corona britannica) dal governo centrale dell'India britannica per mano del Viceré; i rimanenti circa 500 staterelli indipendenti dipendevano invece dal governo provinciale. In realtà la differenza tra "dominio" e "sovranità" non venne mai completamente definita e questo fu spesso alla base di contrasti tra i locali e l'amministrazione britannica in India. In campo internazionale tuttavia solo il governo britannico dell'India veniva riconosciuto poiché come sopra descritto gli Stati principeschi e gli altri sultanati minori non godevano di una politica estera autonoma essendo questa gestita unilateralmente dal governo britannico in India.
Intorno al 1750, cioè quando ancora la "Compagnia delle Indie" britannica possedeva le basi commerciali nel sub-continente indiano, i territori britannici erano suddivisi in tre vasti distretti o governi generali: 1.- Calcutta Presidency, istituita nel 1700 che si estendeva sulla vasta regione del delta del Gange nel Bengala; 2.- Madras Presidency, istituita nel 1684 e che comprendeva un lungo tratto di costa del Coromandel; 3.- Bombay Presidency, istituita nel 1703 e comprendeva tutte le basi britanniche che si affacciavano sulle coste occidentali indiane fino a Tellicherry. Con l'inaugurazione di una nuova politica di vere annessioni territoriali e di conquiste militari la Compagnia costituì progressivamente un vero Stato britannico indiano (Raj). Intorno al 1840 così si può parlare correttamente di "India britannica" a cui si affiancano centinaia di principati vassalli autoctoni, posti sotto la pesante tutela, prima di agenti della compagnia, poi del governo britannico (1858).
I possedimenti immediati britannici erano:
- A)- Calcutta Presidency con 11 province e 54 distretti -
  - 1.- Bengala (1757; Calcutta) con 18 distretti e Stati vassalli (tra cui Manipur, Tripura, Sikkim, Bhutan, Nepal e altri)
  - 2.- Behar (1765; Patna) con 6 distretti e il principato di Cutch Behar (1772)
  - 3.- Oudh (1771; Garakpore) con 1 distretto e il principato di Oudh (dal 1775 fino al 1856)
  - 4.- Allahabad (1775) con 6 distretti e vari principati (tra cui Rewa, Benares, Bundelkhand e altri)
  - 5.- Agra (1803) con 5 distretti e vari principati (tra cui Mewat, Bhartpur, Dholpur e altri)
  - 6.- Delhi (1803) con 6 distretti e vari principati (tra cui Moghul Palace - Fort Red, Rewari, Rampur, Chtor)
  - 7.- Orissa (1803; Cuttack) con 6 distretti e vari principati (tra cui Chota Nagpur, Bharatpur e altri)
  - 8.- Ajmer (1818) con un distretto e i vari principati dei Rajput (tra cui Jodhpur, Udaipur, Bikaner e altri)
  - 9.- Gondwana (1818; Jubbolpore) con un distretto e vari principati (tra cui Nagpur, Gwalior, Indore, Bhopal, Ratlam e altri)
  - 10.-Garhwal (1821; Srinagar) con 3 distretti e vari principati (tra cui Phulkian states, Tehri Garhwal, Ludhiana e altri)
  - 11.-Assam (1826; Jorhat) con 1 distretto ed ex principati annessi (1802-1822)
- B)- Madras Presidency con 6 province e 20 distretti -
  - 1.- Circar (1759; Vizianagram) con 5 distretti e alcuni principati (tra cui Hyderabad, Bijapur, Banganapalli e altri)
  - 2.- Carnatic (1801; Madras) con 10 distretti e vari principati (tra cui Arcot, Pudukkottai e altri)
  - 3.- Kanara (1801; Mangalore) con 1 distretto
  - 4.- Balaghat (1801; Bellary) con 1 distretto
  - 5.- Coimbatore (1803) con 2 distretti e il principato vassallo del Mysore
  - 6.- Malabar (1803; Calicut) con 1 distretto e vari principati (tra cui Cochin, Travancore, Coorg Mercara, Kerala e altri)
- C)- Bombay Presidency con 4 province e 13 distretti -
  - 1.- Gujarat (1818; Bombay) con 4 distretti e vari principati (tra cui Baroda, Porbandar, Palitana e altri)
  - 2.- Bijapur (1818) con 5 distretti e vari principati (tra cui Janjira, Bhor, Kolhapur, Miraj e altri)
  - 3.- Kandeish (1818; Nandode) con 3 distretti e il principato di Yeola
  - 4.- Aurangabad (1818) con 1 distretto.

I rimanenti territori indiani costituivano il resto dei principati e Khanati ancora indipendenti.

### Maggiori province
Al XX secolo l'India britannica era composta da otto province, ciascuna amministrata da un proprio Governatore o Luogotenente-Governatore. La tabella seguente indica la loro area la popolazione (ma non include gli Stati nativi) al 1907 circa:
| Province dell'India britannica                                          | Area        | Popolazione | Ufficiale capo dell'amministrazione |
| ----------------------------------------------------------------------- | ----------- | ----------- | ----------------------------------- |
| Birmania                                                                | 440 000 km² | 9 000       | Luogotenente governatore            |
| Bengala (inclusi attuali Bangladesh, Bengala Orientale, Bihar e Orissa) | 390 000 km² | 75 000      | Luogotenente governatore            |
| Madras                                                                  | 370 000 km² | 38 000      | Governatore                         |
| Bombay                                                                  | 320 000 km² | 19 000      | Governatore                         |
| Province Unite (attuali Uttar Pradesh e Uttarakhand)                    | 280 000 km² | 48 000      | Luogotenente governatore            |
| Province Centrali (inclusa Berar)                                       | 270 000 km² | 13 000      | Commissario Capo                    |
| Punjab                                                                  | 250 000 km² | 20 000      | Luogotenente governatore            |
| Assam                                                                   | 130 000 km² | 6 000       | Commissario Capo                    |

Durante la divisione del Bengala (1905-1911), venne creata la nuova provincia di Assam e Bengala Orientale con a capo un luogotenente governatore. Nel 1911, il Bengala Orientale venne riunito al Bengala, e le nuove province orientali divennero: Assam, Bengala, Bihar e Orissa.

### Province minori
Oltre a quelle sopra citate vi erano molte province minori amministrate da commissari capi:
| Provincia minore                         | Area       | Popolazione | Ufficiale capo dell'amministrazione                                                     |
| ---------------------------------------- | ---------- | ----------- | --------------------------------------------------------------------------------------- |
| Provincia della Frontiera del Nord-Ovest | 16 000 km² | 2 125 000   | Commissario Capo                                                                        |
| Balucistan                               | 46 000 km² | 308 000     | Agente Politico Britannico nel Baluchistan in servizio ex officio come Commissario Capo |
| Coorg                                    | 1 600 km²  | 181 000     | Residente Britannico a Mysore in servizio ex officio come Commissario Capo              |
| Ajmer-Merwara                            | 2 700 km²  | 477 000     | Agente Politico Britannico nel Rajputana in servizio ex officio come Commissario Capo   |
| Isole Andamane e Nicobare                | 3 000 km²  | 25 000      | Commissario Capo                                                                        |

### Stati principeschi
Uno Stato principesco, indicato anche coi nomi di "Stato nativo" o "Stato indiano", era uno Stato nominalmente sovrano all'interno del governo britannico in India e come tale non era governato direttamente dai britannici, ma da sovrani locali (maharaja, raja, nawwāb, niẓām, ecc.). Inizialmente gli agenti britannici della Compagnia delle Indie esercitavano su tali sovrani un controllo essenzialmente militare ed economico. La politica di annessioni, esercitata nella prima metà del XIX secolo dei principati che rimanevano privi di eredi diretti, creò un clima di alta tensione che fu una delle cause dei Moti indiani del 1857 - chiamati anche "Mutiny", "Rivolta dei Sepoy", o "Prima guerra d'indipendenza indiana" - e la soppressione della Compagnia come entità politica. Le province e conseguentemente gli Stati indiani vassalli passarono sotto il governo britannico (1859). Ad ogni modo i britannici vi controllavano le risorse militari, gli affari esteri e le comunicazioni. Vi era un totale di 565 Stati principeschi nel subcontinente indiano che divennero poi indipendenti nell'agosto del 1947.

### Organizzazione

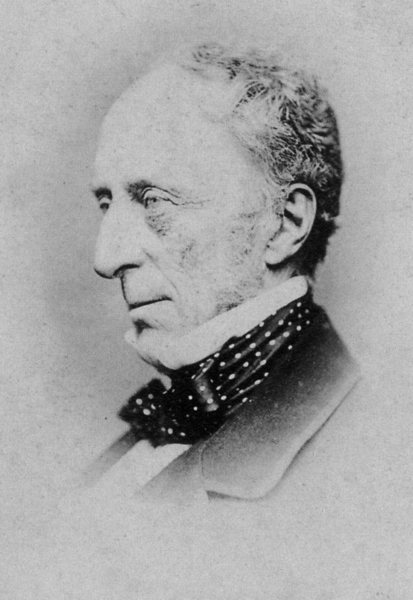
Charles Wood, I visconte Halifax, che fu President of the Board of Control della Compagnia delle Indie Orientali dal 1852 al 1855 e che emanò l'Education Dispatch of 1854 modellato sulla politica di educazione britannica in India, fu anche Segretario di Stato per l'India nei primi anni del governo della Corona.
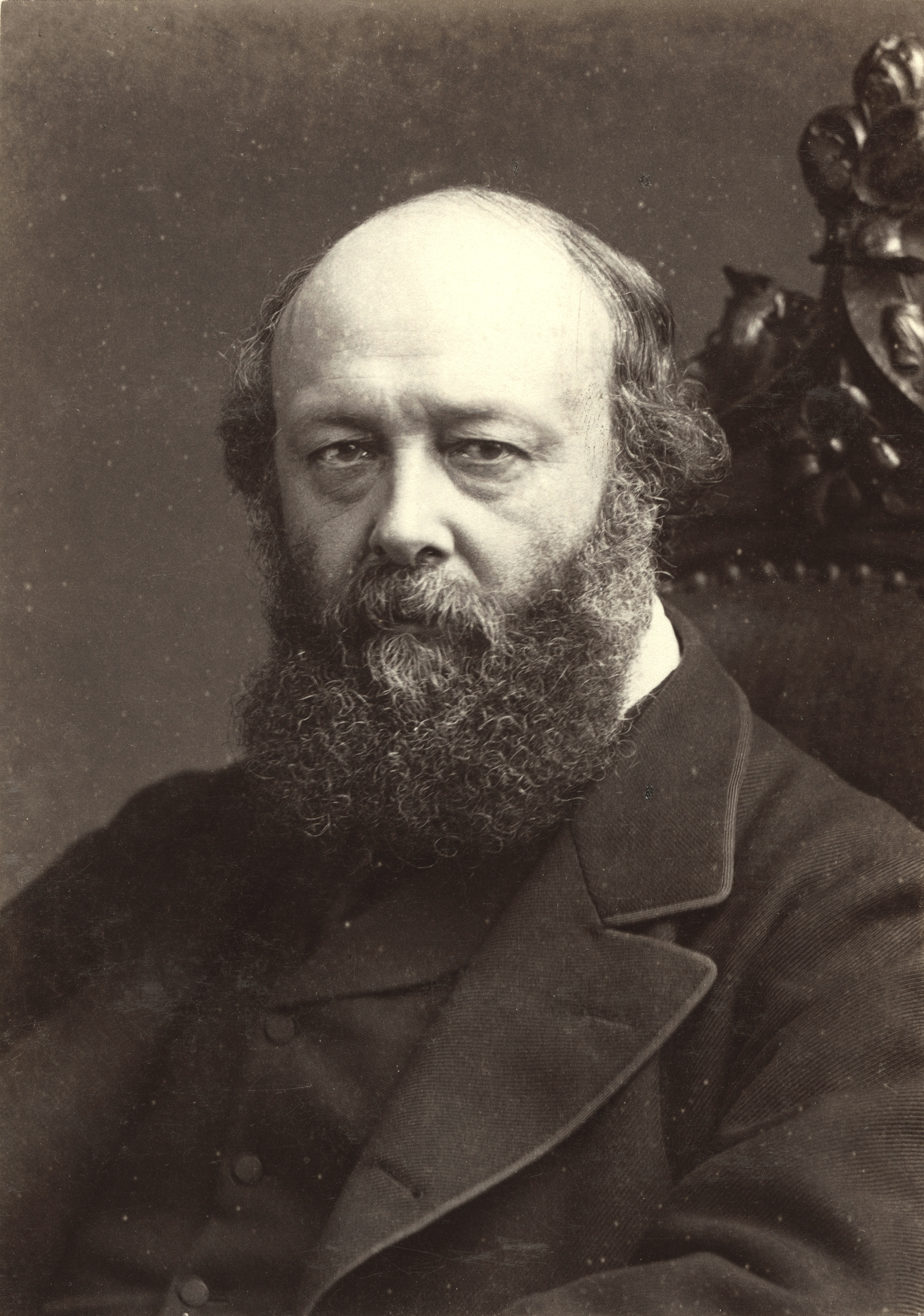
Robert Gascoyne-Cecil, III marchese di Salisbury fu Segretario di Stato per l'India in due occasioni prima di prestare servizio come Primo Ministro del Regno Unito per un totale di tredici anni.
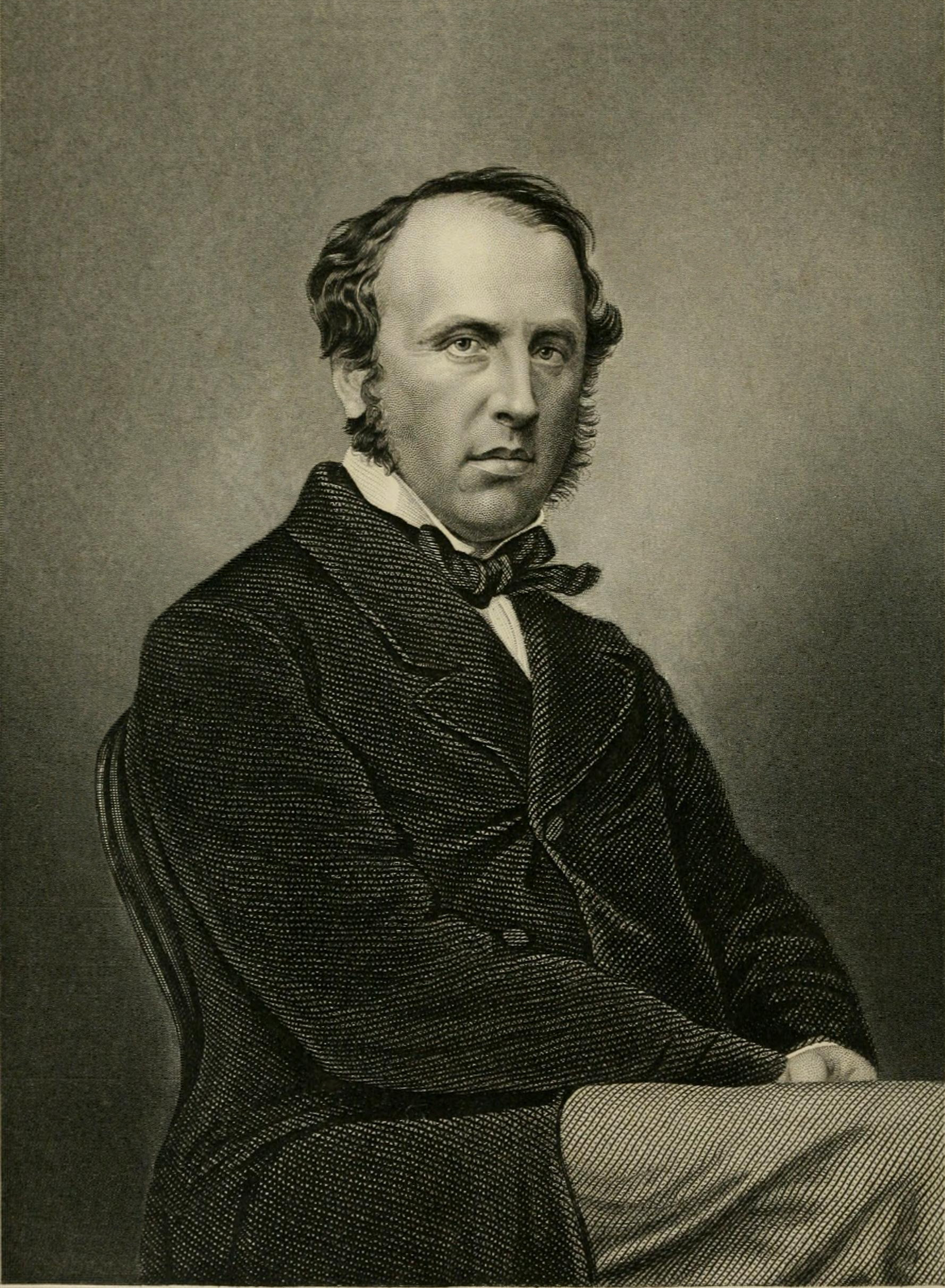
Charles Canning, I conte Canning, l'ultimo governatore generale dell'India sotto il governo della Compagnia delle Indie orientali e primo viceré d'India sotto il governo della Corona britannica.

A seguito dei moti indiani del 1857, l'Act for the Better Government of India (1858) apportò dei cambiamenti nel governo dell'India a tre livelli: nel governo imperiale a Londra, nel governo centrale a Calcutta e nei governatorati provinciali.
A Londra venne composto un gabinetto di governo presieduto dal Segretario di Stato per l'India e da quindici membri del Consigli d'India che avessero trascorso almeno dieci anni in India. Anche se il Segretario di Stato comunicava direttamente col governatorato indiano, spesso egli si serviva del proprio Consiglio ma soprattutto in materia economica. Dal 1858 al 1947 vennero nominati ventisette Segretari di Stato per l'India tra i quali ricordiamo Sir Charles Wood (1859-1866), Robert Arthur Talbot Gascoyne-Cecil, III marchese di Salisbury (1874-1878) (poi Primo ministro del Regno Unito), John Morley (1905-1910) (artefice delle Minto-Morley Reforms), E. S. Montagu (1917-1922) (vero artefice delle Montagu-Chelmsford reforms) e Frederick Pethick-Lawrence (1945-1947) (capo di Gabinetto indiano). La grandezza del Consiglio venne ridotta nel corso delle differenti epoche ma i poteri rimasero gli stessi. Nel 1907, per la prima volta, due indiani furono nominati nel Consiglio.
A Calcutta, il Governatore generale rimase a capo del governo indiano e ottenne il titolo di Viceré, in quanto rappresentante effettivo del sovrano britannico che deteneva la sovranità sull'India britannica; egli, a ogni modo, era responsabile del proprio operato presso il Segretario di Stato a Londra e quindi verso il parlamento britannico. Un sistema di "doppio governo" era già stato del resto messo alla prova dal ministro Pitt con l'India Act del 1784. Il Governatore generale si trovava nella capitale Calcutta, i governatori risiedevano nelle province più importanti (Madras o Bombay) mentre gli ordini venivano impartiti direttamente da Calcutta, dove aveva sede anche il Consiglio. Ad ogni modo il consiglio aveva un valore consultivo sin dalla sua fondazione nel 1858 e le decisioni più importanti venivano a ogni modo prese dall'esecutivo centrale così come stabilito dall'Indian Councils Act del 1861.

### Governatori generali e viceré dell'India
| #  | Nome                                                              | Immagine | Dal              | Al               |
| -- | ----------------------------------------------------------------- | -------- | ---------------- | ---------------- |
| 1  | Charles Canning, I conte Canning                                  |          | 1º novembre 1858 | 21 marzo 1862    |
| 2  | James Bruce, VIII conte di Elgin                                  |          | 21 marzo 1862    | 20 novembre 1863 |
| 3  | Robert Napier, I barone Napier di Magdala (facente funzioni)      |          | 21 novembre 1863 | 2 dicembre 1863  |
| 4  | Sir William Denison (facente funzioni)                            |          | 2 dicembre 1863  | 12 gennaio 1864  |
| 5  | John Lawrence, I barone Lawrence                                  |          | 12 gennaio 1864  | 12 gennaio 1869  |
| 6  | Richard Bourke, VI conte di Mayo                                  |          | 12 gennaio 1869  | 8 febbraio 1872  |
| 7  | Sir John Strachey (facente funzioni)                              |          | 9 febbraio 1872  | 23 febbraio 1872 |
| 8  | Francis Napier, X lord Napier (facente funzioni)                  |          | 24 febbraio 1872 | 3 maggio 1872    |
| 9  | Thomas Baring, I conte di Northbrook                              |          | 3 maggio 1872    | 12 aprile 1876   |
| 10 | Robert Bulwer-Lytton, I conte di Lytton                           |          | 12 maggio 1876   | 8 giugno 1880    |
| 11 | George Robinson, I marchese di Ripon                              |          | 8 giugno 1880    | 13 dicembre 1884 |
| 12 | Frederick Hamilton-Temple-Blackwood, I marchese di Dufferin e Ava |          | 13 dicembre 1884 | 10 dicembre 1888 |
| 13 | Henry Petty-Fitzmaurice, V marchese di Lansdowne                  |          | 10 dicembre 1888 | 11 ottobre 1894  |
| 14 | Victor Bruce, IX conte di Elgin                                   |          | 11 ottobre 1894  | 6 gennaio 1899   |
| 15 | George Curzon, I marchese Curzon di Kedleston                     |          | 6 gennaio 1899   | 18 novembre 1905 |
| 16 | Gilbert Elliot-Murray-Kynynmound, IV conte di Minto               |          | 18 novembre 1905 | 23 novembre 1910 |
| 17 | Charles Hardinge, I barone Hardinge di Penshurst                  |          | 23 novembre 1910 | 4 aprile 1916    |
| 18 | Frederic Thesiger, I visconte Chelmsford                          |          | 4 aprile 1916    | 2 aprile 1921    |
| 19 | Rufus Isaacs, I marchese di Reading                               |          | 2 aprile 1921    | 3 aprile 1926    |
| 20 | Edward Wood, I conte di Halifax                                   |          | 3 aprile 1926    | 18 aprile 1931   |
| 21 | Freeman Freeman-Thomas, I marchese di Willingdon                  |          | 18 aprile 1931   | 18 aprile 1936   |
| 22 | Victor Hope, II marchese di Linlithgow                            |          | 18 aprile 1936   | 1º ottobre 1943  |
| 23 | Archibald Wavell, I conte Wavell                                  |          | 1º ottobre 1943  | 21 febbraio 1947 |
| 24 | Louis Mountbatten, I conte Mountbatten di Birmania                |          | 21 febbraio 1947 | 15 agosto 1947   |

## Giustizia e sistema legale

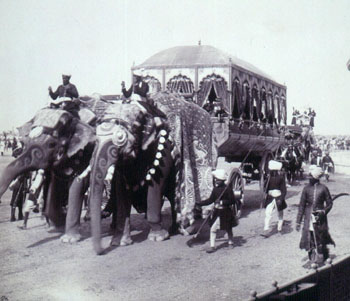
Una coppia di elefanti trasporta la carrozza del maharaja di Rewa al Delhi Durbar del 1903

Dopo il 1857 il governo coloniale britannico rafforzò ed espanse il proprio sistema di tribunali in tutta l'India, come pure le procedure legali e gli statuti. Una delle prime legislazioni fu quella per unire i territori della Compagnia britannica delle Indie orientali ai territori della Corona britannica, introducendo un nuovo codice penale e dei nuovi codici di procedura penale e civile, basati in larga parte sulle leggi britannici esistenti. Negli anni '60-'80 dell'Ottocento, il Raj legiferò su nascite, morti, matrimonio, adozioni, proprietà della terra e disposizioni testamentarie. L'intento era quello di creare dei registri stabili e consultabili circa le identità verificabili delle persone, che era la cosa all'epoca più complessa da fare in quel contesto. Ad ogni modo, vi fu opposizione sia da parte dei mussulmani sia da parte degli indù che si lamentarono delle nuove procedure di censimento in quanto, a loro detta, ledevano la privacy delle donne indiane. Le regole della Purdah impedivano infatti alle donne di rivelare il nome del loro marito o di farsi fotografare. Un primo censimento di tutta l'India venne condotto tra il 1868 e il 1871, spesso utilizzando numeri complessivi per indicare il numero delle donne anziché singoli nomi. L'idea di creare un censimento quanto più possibile preciso era anche dettata dal fermare la pratica dell'infanticidio femminile, della prostituzione, dei lebbrosi e degli eunuchi.

## Cultura

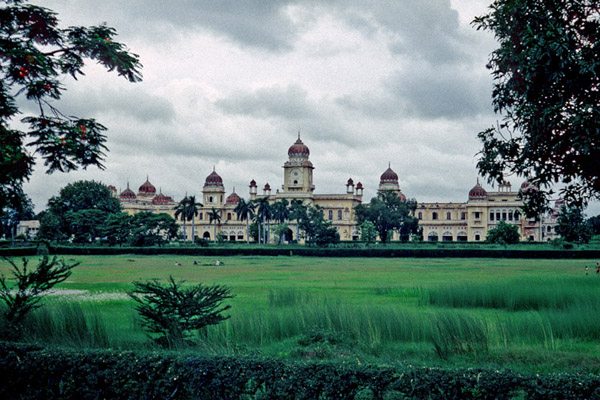
Università di Lucknow fondata dai britannici in india nel 1867

Thomas Babington Macaulay (1800-1859) ha presentato la sua interpretazione whiggish della storia britannica come una progressione verso l'alto che porta sempre più libertà e più progresso. Contemporaneamente Macaulay era un riformatore leader coinvolto nella trasformazione del sistema educativo indiano. Lo avrebbe basato sulla lingua inglese in modo che l'India potesse unirsi alla madrepatria in un costante progresso verso l'alto. Macaulay assunse l'enfasi di Burke sul dominio morale e lo implementò in vere e proprie riforme scolastiche, dando all'Impero britannico una profonda missione morale per civilizzare (sic!) i nativi.
La professoressa di Yale, Karuna Mantena, ha sostenuto che la missione civilizzatrice non è durata a lungo, poiché afferma che i riformatori benevoli sono stati i perdenti nei dibattiti-chiave, come quelli successivi ai Moti del 1857 in India, e lo scandalo della brutale repressione del Governatore Edward Eyre nella ribellione della baia in Giamaica nel 1865. La retorica continuò, ma divenne un alibi per il malgoverno britannico e il razzismo. Non si credeva più che i nativi potessero davvero fare progressi, invece dovevano essere governati con mano pesante, con opportunità democratiche rimandate indefinitamente. Di conseguenza:
I principi centrali dell'imperialismo liberale vennero messi in discussione quando varie forme di ribellione, resistenza e instabilità nelle colonie fecero precipitare una rivalutazione ad ampio raggio ... l'equazione del "buon governo" con la riforma della società indigena, che era al centro di il discorso sull'impero liberale sarebbe soggetto a un crescente scetticismo.
Lo storico britannico Peter Cain ha sfidato Mantena, sostenendo che gli imperialisti credevano davvero che il dominio britannico avrebbe portato ai sudditi i benefici della "libertà ordinata", così la Gran Bretagna avrebbe potuto adempiere al proprio dovere morale e raggiungere la propria grandezza. Gran parte del dibattito si svolse nella stessa Gran Bretagna, e gli imperialisti lavorarono sodo per convincere la popolazione generale che la missione civilizzatrice era ben avviata. Questa campagna servì a rafforzare il sostegno imperiale in patria, e così, dice Cain, a rafforzare l'autorità morale delle élite gentiluomini che governavano l'Impero.

### Educazione

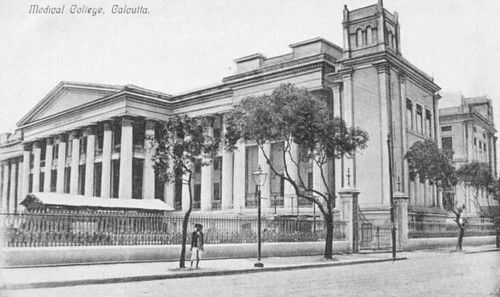
L'Università di Calcutta, fondata nel 1857, è una delle tre più vecchie università statali in India

I britannici dettero priorità all'istruzione pubblica in inglese. Durante il periodo della Compagnia britannica delle Indie orientali, Thomas Babington Macaulay aveva reso la scuola insegnata in inglese una priorità per il Raj britannico nella sua famosa minuta sull'educazione del febbraio 1835 e riuscì a mettere in pratica le idee precedentemente avanzate da Lord William Bentinck (il Governatore generale tra il 1828 e il 1835). Bentinck favorì la sostituzione del persiano con l'inglese come lingua ufficiale, l'uso dell'inglese come mezzo di istruzione e l'addestramento degli indiani di lingua inglese come insegnanti. Tuttavia, le proposte di Bentinck furono respinte dai funzionari di Londra. Sotto Macaulay però, furono aperte migliaia di scuole elementari e secondarie, che in genere avevano un corpo studentesco tutto maschile.
I missionari aprirono le loro scuole che insegnavano il cristianesimo. Hayden J. Bellenoit sostiene che mentre i dipendenti pubblici diventavano più isolati e ricorrevano al razzismo scientifico, le scuole missionarie si impegnavano maggiormente con gli indiani, crescevano sempre più in sintonia con la cultura indiana e si opponevano categoricamente al razzismo scientifico.
Le università di Calcutta, Bombay e Madras furono fondate nel 1857, poco prima della Ribellione. Nel 1890 circa 60 000 indiani si erano immatricolati, principalmente nelle arti e nelle leggi liberali. Circa un terzo entrò nella pubblica amministrazione, e un altro terzo divenne avvocato. Il risultato è stato una burocrazia statale professionale molto ben istruita. Nel 1887 su 21 000 incarichi di servizio civile di medio livello, il 45% era detenuto da indù, il 7% da musulmani, il 19% da eurasiatici (padre europeo e madre indiana) e il 29% da europei. Delle 1 000 posizioni di alto livello, quasi tutte erano detenute dai britannici, in genere con una laurea a Oxford. Il governo, spesso collaborando con filantropi locali, aprì 186 università e college di istruzione superiore entro il 1911, immatricolando 36 000 studenti (oltre il 90% uomini). Nel 1939 il numero di istituzioni era raddoppiato e le iscrizioni raggiungevano la cifra di 145 000. Il curriculum seguiva gli standard britannici classici del tipo stabilito da Oxford e Cambridge e poneva in primo piano la letteratura inglese e la storia europea. Tuttavia, negli anni '20 i corpi studenteschi erano diventati focolai del nazionalismo indiano.

## Economia

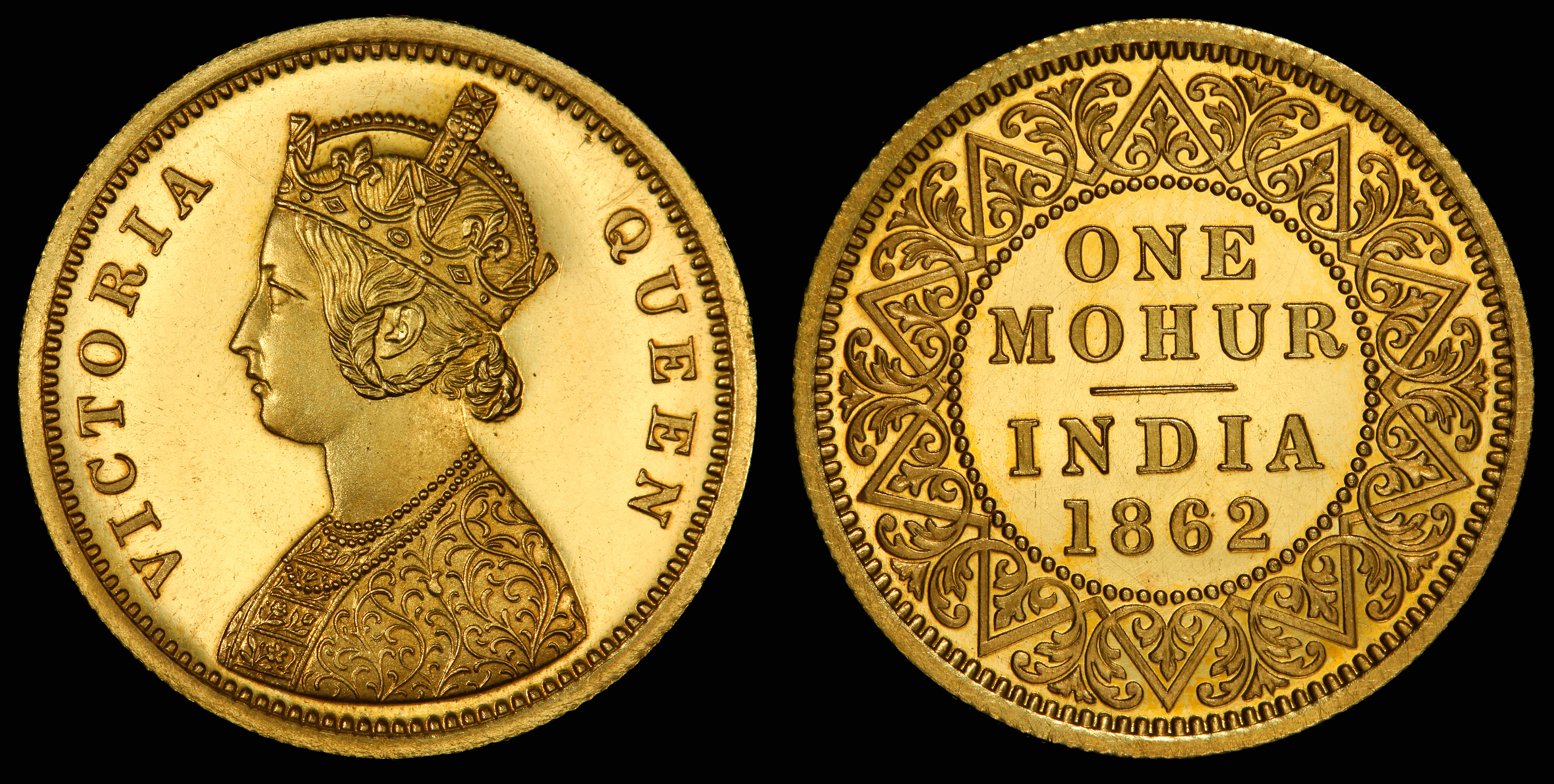
Un Mohur raffigurante la regina Vittoria (1862)

### Tendenza economica
L'economia indiana è cresciuta di circa l'1% all'anno dal 1880 al 1920 e anche la popolazione è cresciuta all'1%. Tutti e tre i settori dell'economia - agricoltura, manifatturiero e servizi - sono accelerati nell'India postcoloniale. In agricoltura una "rivoluzione verde" ebbe luogo negli anni '70. La differenza più importante tra l'India coloniale e quella postcoloniale era l'utilizzo del surplus di terreno con una crescita guidata dalla produttività usando semi di varietà ad alto rendimento, fertilizzanti chimici e un'applicazione più intensiva dell'acqua. Tutti questi tre input erano sovvenzionati dallo stato. Il risultato non era, in media, nessun cambiamento a lungo termine nei livelli di reddito pro capite, sebbene il costo della vita fosse cresciuto più in alto. L'agricoltura era ancora dominante, con la maggior parte dei contadini al livello di sussistenza. Furono costruiti vasti sistemi di irrigazione, che diedero impulso al passaggio alle colture destinate all'esportazione e alle materie prime per l'industria indiana, in particolare juta, cotone, canna da zucchero, caffè e tè. La quota globale del PIL dell'India scese drasticamente da oltre il 20% a meno di 5% nel periodo coloniale. Gli storici sono stati amaramente divisi su questioni di storia economica, con la scuola nazionalista (seguendo Nehru) sostenendo che l'India era più povera alla fine del dominio britannico che all'inizio e che l'impoverimento è avvenuto a causa degli britannici.

### Industria
L'imprenditore Jamsetji Tata (1839-1904) iniziò la sua carriera industriale nel 1877 con la società di filatura, tessitura e produzione dell'India centrale a Bombay. Mentre altri mulini indiani producevano filati grezzi a basso costo (e in seguito tessuti) usando cotone locale di prima scelta e macchinari economici importati dalla Gran Bretagna, Tata riuscì molto meglio importando costosi cotone dalla grana più spessa dall'Egitto e acquistando più complessi macchinari ad alberino dagli Stati Uniti. Stati a girare fili più fini che potrebbero competere con le importazioni dalla Gran Bretagna.
Nel 1890, lanciò piani per spostarsi nell'industria pesante usando i finanziamenti indiani. Il Raj non forniva capitali, ma, consapevole della posizione declinante della Gran Bretagna contro gli Stati Uniti e la Germania nell'industria dell'acciaio, voleva le acciaierie in India. La Tata Iron and Steel Company (TISCO), ora diretta da suo figlio Dorabji Tata (1859-1932), aprì il suo stabilimento a Jamshedpur in Bihar nel 1908. Utilizzò la tecnologia americana.Tata creò le prime acciaierie non britanniche e divenne il principale produttore di ferro e acciaio in India, con 120.000 dipendenti nel 1945. TISCO divenne il simbolo fiero dell'India di competenza tecnica, competenza manageriale, talento imprenditoriale e alti salari per i lavoratori industriali. La famiglia Tata, come la maggior parte dei grandi uomini d'affari dell'India, erano nazionalisti indiani ma non si fidavano del Congresso perché sembrava troppo aggressivo nei confronti del Raj, troppo socialista e troppo solidale con i sindacati.

### Ferrovie

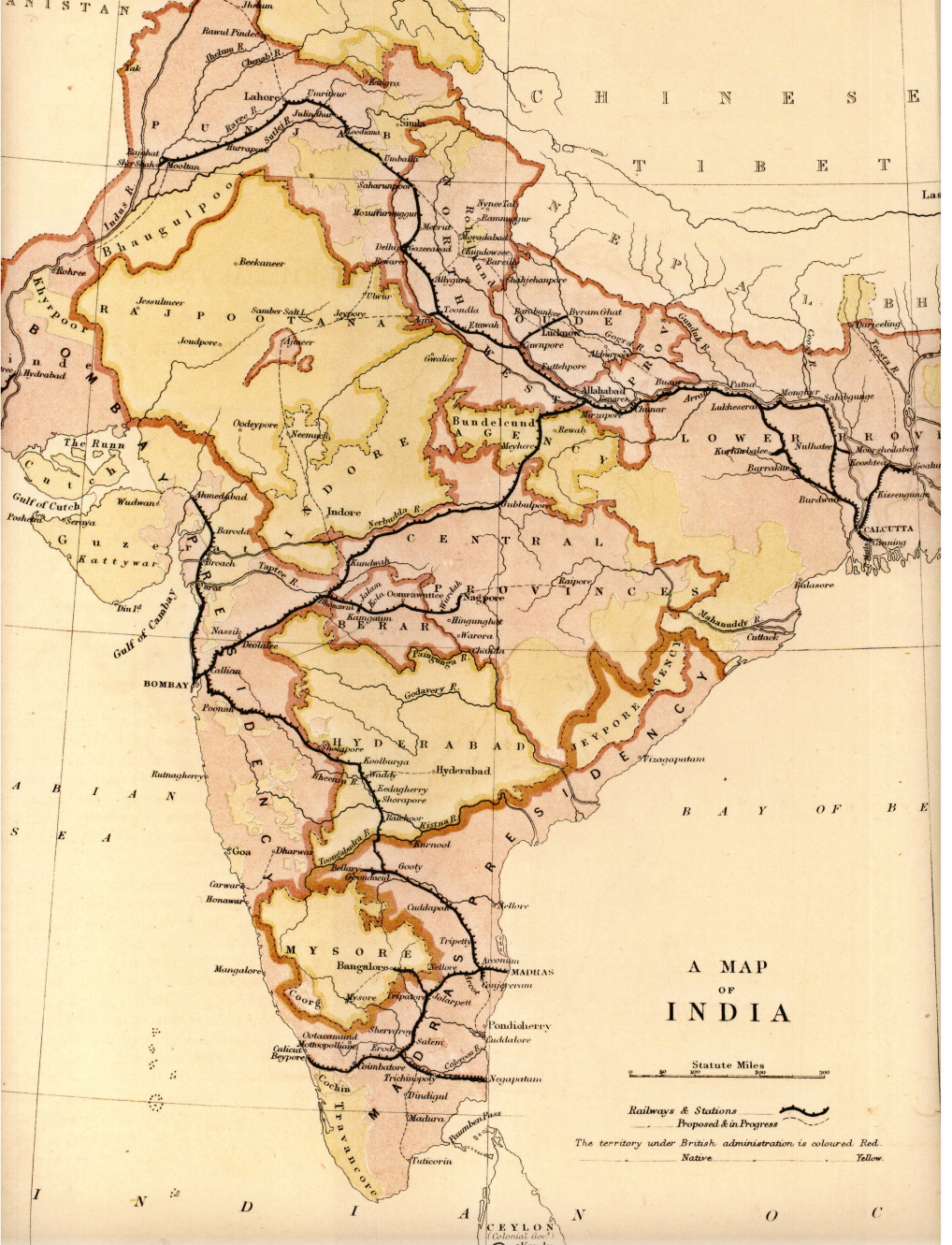
La rete ferroviaria dell'India nel 1871, tutte le principali città, Calcutta, Bombay e Madras, così come Delhi sono collegate

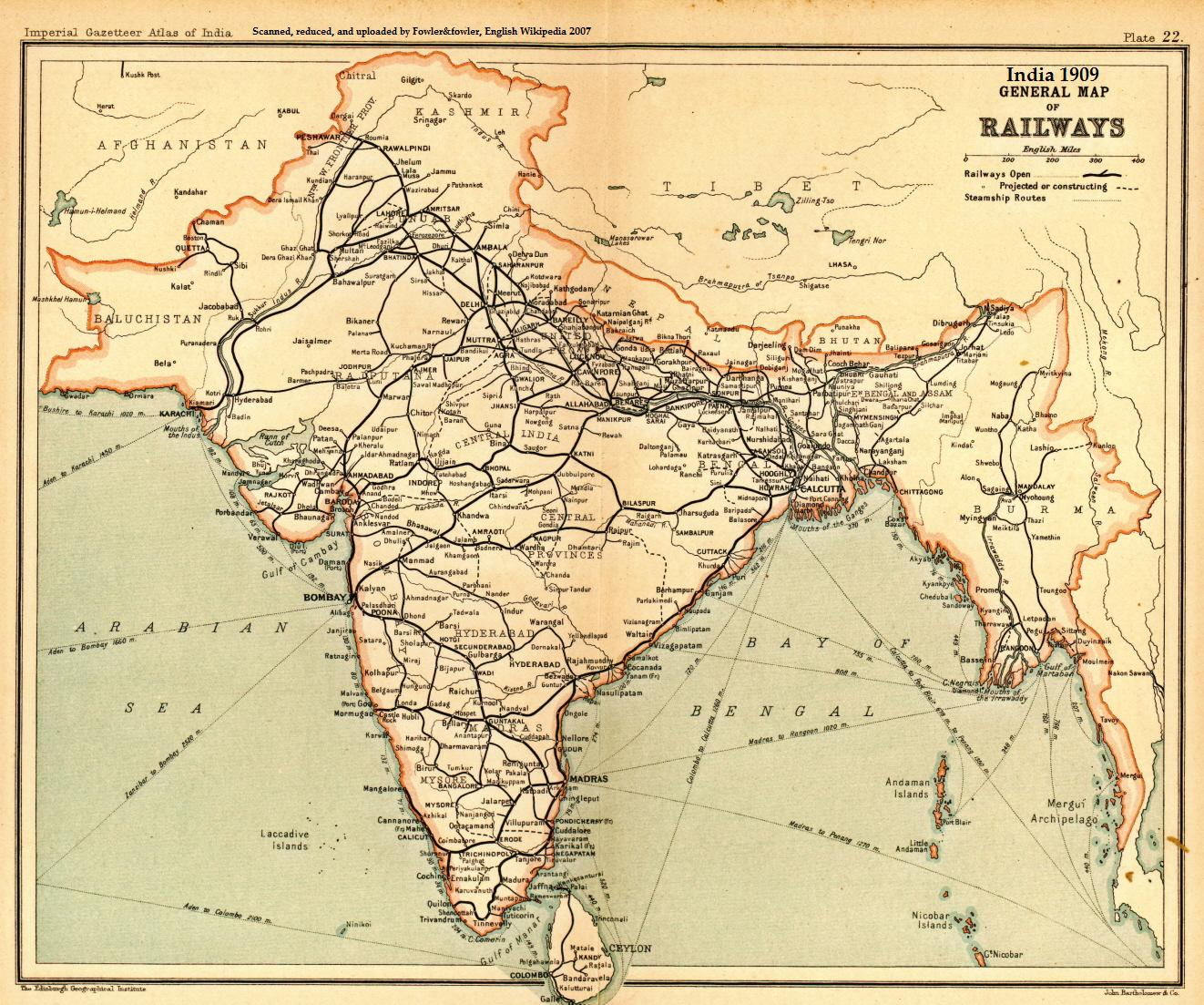
La rete ferroviaria nel 1909, quando era la quarta rete ferroviaria più grande del mondo

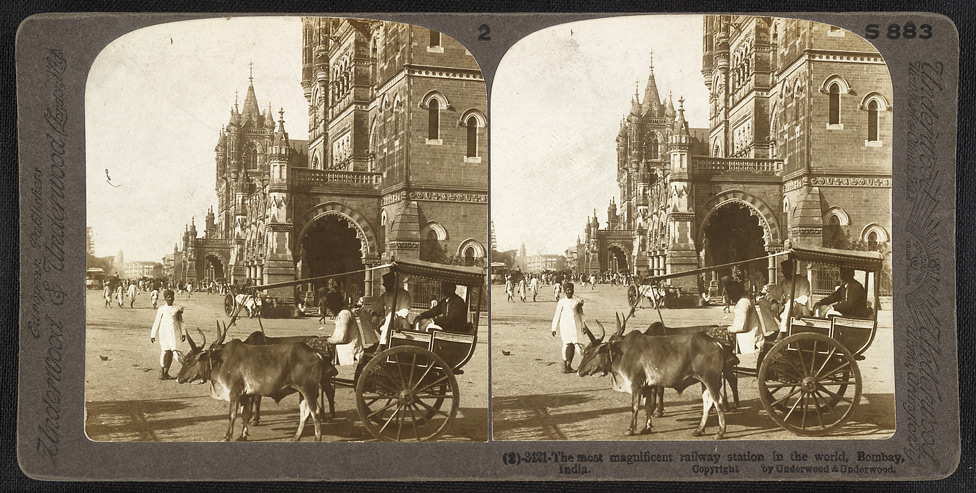
"La più magnifica stazione ferroviaria del mondo." dice la didascalia dell'immagine stereografica del Victoria Terminal, Bombay, che fu completata nel 1888

L'India britannica costruì un sistema ferroviario moderno alla fine del diciannovesimo secolo, che era il quarto più grande al mondo. Le ferrovie inizialmente erano di proprietà privata e gestite da amministratori britannici, ingegneri e artigiani. All'inizio, solo i lavoratori non specializzati erano indiani.
La Compagnia britannica delle Indie Orientali (e in seguito il governo coloniale) incoraggiò nuove compagnie ferroviarie sostenute da investitori privati secondo uno schema che avrebbe fornito terra e garantiva un rendimento annuale fino al cinque percento durante i primi anni di attività. Le società dovevano costruire e gestire le linee con un contratto di affitto di 99 anni, con il governo che aveva la possibilità di acquistarle in precedenza.
Due nuove compagnie ferroviarie, la Great Indian Peninsular Railway (GIPR) e la East Indian Railway (EIR) iniziarono nel 1853-54 per costruire e gestire linee vicino a Bombay e Calcutta. La prima linea ferroviaria passeggeri nel nord dell'India tra Allahabad e Kanpur fu aperta nel 1859.
Nel 1854, il governatore generale Lord Dalhousie formulò un piano per costruire una rete di linee di collegamento che collegasse le principali regioni dell'India. Incoraggiati dalle garanzie del governo, gli investimenti fluirono e una serie di nuove compagnie ferroviarie furono istituite, portando a una rapida espansione del sistema ferroviario in India. Alcuni grandi principeschi costruirono i propri sistemi ferroviari e la rete si diffuse nelle regioni che divennero gli Stati moderni di Assam, Rajasthan e Andhra Pradesh. Il chilometraggio percorso di questa rete è aumentato da 1 349 chilometri (838 mi) nel 1860 a 25 495 chilometri (15 842 mi) nel 1880, per lo più radiante verso l'interno dalle tre principali città portuali di Bombay, Madras e Calcutta.
La maggior parte della costruzione delle ferrovie era affidata a compagnie indiane controllate da ingegneri britannici. Il sistema era costruito pesantemente, utilizzando un ampio calibro, piste robuste e ponti robusti. Nel 1900 l'India disponeva di una gamma completa di servizi ferroviari con proprietà e gestione diversificate, operanti su reti ampie, a metro e a scartamento ridotto. Nel 1900, il governo prese il controllo della rete GIPR, mentre la compagnia continuò a gestirlo. Durante la prima guerra mondiale, le ferrovie furono utilizzate per trasportare truppe e granaglie verso i porti di Bombay e Karachi diretti verso la Gran Bretagna, la Mesopotamia e l'Africa orientale. Con la riduzione delle spedizioni di attrezzature e componenti dal Regno Unito, la manutenzione divenne molto più difficile; i lavoratori "strategici" entrarono nell'esercito; i laboratori furono convertiti in artiglieria; alcune locomotive e auto furono spedite in Vicino Oriente. Le ferrovie riuscivano a malapena a tenere il passo con l'aumento della domanda. Alla fine della guerra, le ferrovie si erano deteriorate per mancanza di manutenzione e non erano redditizie. Nel 1923, sia GIPR sia EIR furono nazionalizzati. Headrick mostra che fino al 1930, sia le compagnie del Raj sia le compagnie private assumevano solo supervisori europei, ingegneri civili e persino personale operativo, come gli ingegneri ferroviari. La politica del governo richiedeva che le offerte per i contratti ferroviari fossero presentate all'Ufficio India a Londra, escludendo la maggior parte delle ditte indiane. Le compagnie ferroviarie acquistarono la maggior parte del loro hardware e componenti in Gran Bretagna. C'erano officine di manutenzione ferroviaria in India, ma raramente erano autorizzate a fabbricare o riparare locomotive. L'acciaio TISCO non ha potuto ottenere ordini per le rotaie fino all'emergenza bellica.
La Seconda guerra mondiale paralizzò gravemente le ferrovie quando il materiale rotabile fu dirottato verso il Vicino Oriente e le officine ferroviarie furono trasformate in officine di munizioni. Dopo l'indipendenza, nel 1947, quarantadue sistemi ferroviari separati, tra cui trentadue linee di proprietà degli ex Stati principeschi indiani, furono amalgamati per formare un'unica unità nazionalizzata, chiamata Indian Railways. L'India fornisce un esempio dell'impero britannico che versa i suoi soldi e le sue competenze in un sistema molto ben costruito, progettato per ragioni militari (dopo i Moti del 1857), con la speranza che possa stimolare l'industria. Il sistema era sovradimensionato e troppo costoso per la piccola quantità di traffico merci trasportato. Christensen (1996), che guardava alle finalità coloniali, ai bisogni locali, al capitale, al servizio e agli interessi privati-pubblici, concluse che rendere le ferrovie una creatura dello Stato ostacolava il successo perché le spese ferroviarie dovevano passare attraverso il processo di bilancio politico come tutte le altre spese statali. Pertanto, i costi ferroviari non avrebbero potuto essere adattati alle esigenze tempestive delle ferrovie o dei loro passeggeri.

### Irrigazione
Il Raj britannico investì pesantemente in infrastrutture, inclusi canali e sistemi di irrigazione, oltre a ferrovie, telegrafia, strade e porti. Il Canale del Gange raggiunse 350 miglia da Hardwar a Cawnpore e fornì migliaia di chilometri di canali di distribuzione. Nel 1900 il Raj aveva il più grande sistema di irrigazione al mondo. Una storia di successo fu l'Assam, una regione forestata del 1840 che nel 1900 aveva 4 000 000 di ettari coltivati, specialmente nelle piantagioni di tè. In tutto, la quantità di terra irrigata moltiplicata per un fattore di otto. Lo storico David Gilmour dice:
Negli Anni settanta dell'Ottocento i contadini nei distretti irrigati dal Canale del Gange erano visibilmente meglio nutriti, alloggiati e vestiti rispetto a prima; entro la fine del secolo la nuova rete di canali nel Punjab produceva contadini ancora più ricchi.

### Politiche economiche
Nella seconda metà del XIX secolo, sia l'amministrazione dell'India della Corona britannica sia il cambiamento tecnologico avviato dalla rivoluzione industriale ebbero l'effetto di intrecciare strettamente le economie dell'India e del Regno Unito. Di fatto, molti dei principali cambiamenti i trasporti e le comunicazioni (che sono tipicamente associati alla Corona dell'India) erano già iniziati prima dei Moti del 1857. Da quando Dalhousie aveva abbracciato la rivoluzione tecnologica in corso in Gran Bretagna, anche l'India ha visto un rapido sviluppo di tutte quelle tecnologie. Ferrovie, strade, canali e ponti vennero rapidamente costruiti in India e i collegamenti telegrafici furono altrettanto rapidamente stabiliti in modo che le materie prime, come il cotone, dall'entroterra dell'India potessero essere trasportate in modo più efficiente verso i porti, come Bombay, per le successive esportazioni nel Regno Unito. Allo stesso modo, i prodotti finiti di esso sono stati trasportati, altrettanto efficientemente, e venduti nei fiorenti mercati indiani. Grandi progetti ferroviari sono stati avviati nei più importanti posti di lavoro e le pensioni del governo e le pensioni hanno attratto per la prima volta un gran numero di indù delle caste superiori nel servizio civile. Il servizio civile indiano era prestigioso e pagava bene, ma rimase politicamente neutrale. Le importazioni di cotone britannico coprivano il 55% del mercato indiano entro il 1875. La produzione industriale sviluppata nelle fabbriche europee era sconosciuta fino al 1850 quando i primi cotonifici furono aperti a Bombay, ponendo una sfida al sistema di produzione locale basato sulla lavoro familiare
Le tasse in India sono diminuite durante il periodo coloniale per la maggior parte della popolazione indiana; con il gettito fiscale del 15% del reddito nazionale indiano durante i periodi Moghul rispetto all'1% alla fine del periodo coloniale. La percentuale del reddito nazionale per l'economia del villaggio è aumentata dal 44% durante il periodo Moghul al 54% entro la fine del periodo coloniale. Il PIL pro capite indiano è diminuito da $ 550 [chiarificazione necessaria] nel 1700 a $ 520 entro il 1857, anche se successivamente è aumentato a $ 618, entro il 1947.

### Impatto economico
Gli storici continuano a discutere se l'impatto a lungo termine del dominio britannico sia stato quello di accelerare lo sviluppo economico dell'India o di distorcerlo e ritardarlo. Nel 1780, il politico conservatore britannico Edmund Burke sollevò la questione della posizione dell'India: attaccò con veemenza la Compagnia britannica delle Indie orientali, affermando che Warren Hastings e altri alti funzionari avevano rovinato l'economia e la società indiana. Lo storico indiano Rajat Kanta Ray (1998) condivide questa linea, affermando che la nuova economia portata dai britannici nel XVIII secolo fu una forma di "saccheggio" e una catastrofe per l'economia tradizionale dell'Impero Moghul. Ray accusa i britannici di aver svuotato gli stock alimentari e monetari esistenti e di aver imposto tasse elevate che contribuirono a causare la terribile carestia del Bengala del 1770, che uccise un terzo della popolazione del Bengala.
P.J. Marshall cerca di dimostrare in un suo studio la reinterpretazione del punto di vista secondo cui la prosperità dei Moghul ha lasciato il posto alla povertà e all'anarchia. Sostiene che l'acquisizione britannica non ha fatto brusche interruzioni con il passato, che in gran parte ha delegato il controllo ai governanti regionali Moghul e sostenuto un'economia generalmente prospera per il resto del XVIII secolo. Marshall nota che i britannici entrarono in società con banchieri indiani e aumentarono le entrate attraverso gli amministratori delle tasse locali e mantennero le vecchie tasse dei Moghul.
Molti storici concordano sul fatto che la Compagnia britannica delle Indie Orientali abbia ereditato un oneroso sistema di tassazione che ha coinvolto un terzo dei produttori e di coltivatori indiani. Invece, nel racconto nazionalista indiano, i britannici vengono visti come aggressori che presero il potere con la forza bruta e impoverirono tutta l'India, Marshall presenta logicamente l'interpretazione (sostenuta da molti studiosi in India e in Occidente) che i britannici non avevano il pieno controllo del Paese ma che erano semplici attori in quella che era principalmente un'opera indiana, in cui la loro ascesa al potere dipendeva da una fruttuosa cooperazione con le élite indiane. Marshall ammette tuttavia che gran parte della sua interpretazione è ancora molto controversa tra numerosi storici.

## Demografia

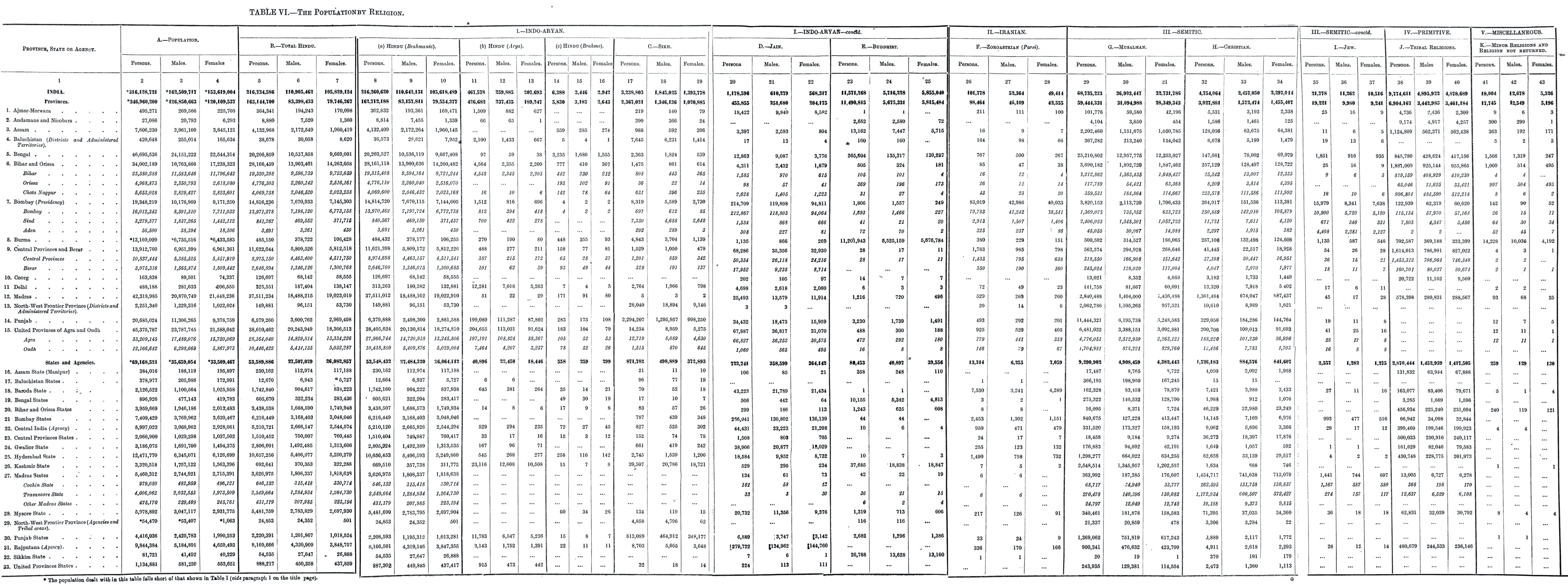
Il censimento dell'India britannica del 1921 contava 69 000 000 di musulmani e 217 000 000 di indù per un totale di 316 000 000 persone.

La popolazione del territorio che divenne il British Raj contava nel XVII secolo 100 000 000 di abitanti e rimase tale quasi sino al XIX secolo. La popolazione del Raj raggiunse i 255 000 000 nel primo censimento indiano nel 1881.
Gli studi sulla popolazione indiana dal 1881 si sono focalizzati sulla popolazione totale, sulle nascite e le morti, sulla distribuzione geografica, sulle divisioni rurali e urbane, e sulle città principali: Delhi, Bombay e Calcutta.
La mortalità decrebbe notevolmente nel periodo 1920-1945, in primo luogo per l'immunizzazione biologica e poi per il miglioramento delle condizioni di vita, per la presenza di ambienti più salubri e la diminuzione delle carestie.
Il sovraffollamento delle città fu un problema serio che causò i principali problemi sanitari del paese, come denotato in un rapporto ufficiale del 1938:
Nelle aree urbane e industriali [...] luoghi angusti, con terra costosa e necessità di lavoratori che vivano nelle vicinanze dei posti dove lavorano [...] tutto tende a intensificare la congestione e il sovraffollamento. Nei centri più affollati le case sono costruite una vicina all'altra, gronda a gronda, e spesso fianco a fianco [...] Lo spazio è così costoso che, al posto di strade e sentieri, vi sono delle linee di terra serpeggiante che portano a ogni casa. La mancanza di sanità si riscontra spesso in verdura che va a male o in pozzi di liquame, con l'assenza di latrine che aumenta l'inquinamento di aria e suolo in generale.

## Religioni
| Religione          | Popolazione (1891) | Percentuale (1891) | Popolazione (1921) | Percentuale (1921) |
| ------------------ | ------------------ | ------------------ | ------------------ | ------------------ |
| Induismo           | 207 731 727        | 72,32              | 216 734 586        | 68,56              |
| Islam              | 57 321 164         | 19,96              | 68 735 233         | 21,74              |
| Tribali            | 9 280 467          | 3,23               | 9 774 611          | 3,09               |
| Buddismo           | 7 131 361          | 2,48               | 11 571 268         | 3,66               |
| Cristianesimo      | 2 284 380          | 0,8                | 4 754 064          | 1,5                |
| Sikhismo           | 1 907 833          | 0,66               | 3 238 803          | 1,02               |
| Jainismo           | 1 416 638          | 0,49               | 1 178 596          | 0,37               |
| Zoroastrismo       | 89 904             | 0,03               | 101 778            | 0,03               |
| Ebraismo           | 17 194             | 0,01               | 21 778             | 0,01               |
| Altre              | 42 763             | 0,01               | 18 004             | meno dello 0,01    |
| Popolazione totale | 287 223 431        | 100                | 316 128 721        | 100                |

### L'opera dei missionari

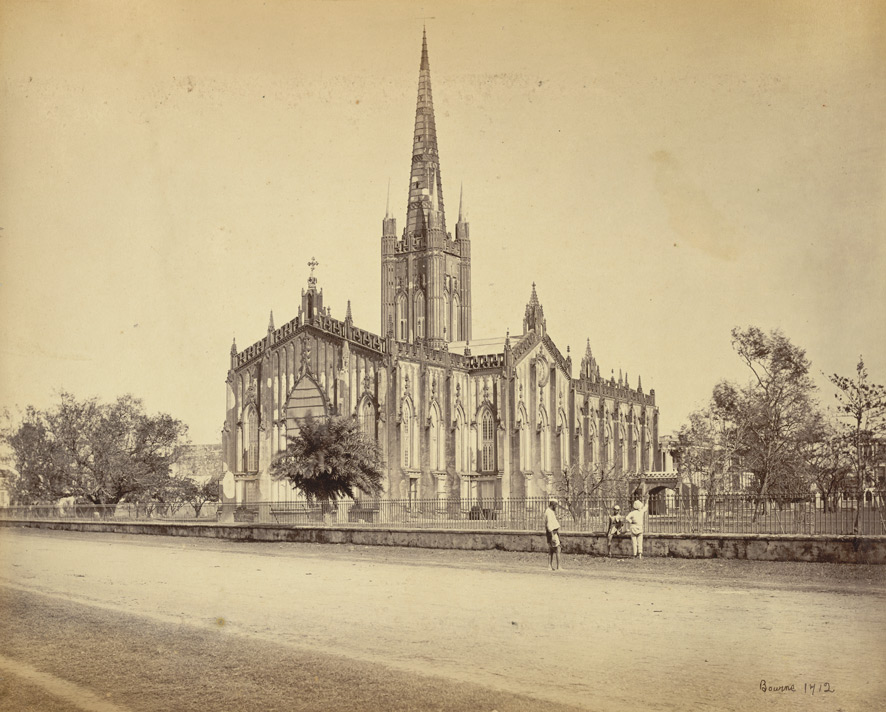
La cattedrale di San Paolo venne costruita nel 1847 e servì come cattedra episcopale per il vescovo di Calcutta, il quale era metropolitano della Chiesa d'India, Burma e Ceylon

Nel 1889, il Primo ministro britannico Robert Gascoyne-Cecil, III marchese di Salisbury, disse: "Non solo è nostro dovere, ma è anche nostro interesse promuovere la diffusione del cristianesimo per quanto possibile in lungo e in largo in India."
La crescita dell'esercito indiano n portò all'arrivo di molti cappellani anglicani in India. Con l'arrivo della Church Mission Society britannica nel 1814, venne eretta la diocesi di Calcutta della Chiesa d'India, Burma e Ceylon (CIBC), e venne costruita nel 1847 la cattedrale di San Paolo di Calcutta. Al 1930, la Chiesa d'India, Burma e Ceylon contava in tutto quattordici diocesi nell'Impero indiano.
In India pervennero anche altri missionari di altre confessioni; missionari luterani, ad esempio, giunsero a Calcutta nel 1836, e "dall'anno 1880 vi erano 31.200 cristiani luterani in 1052 villaggi". I metodisti erano giunti in India nel 1783 e avevano stabilito delle loro missioni concentrandosi sull'"educazione, sulla cura della persona e sull'evangelizzazione". Negli anni '90 del Settecento, cristiani della London Missionary Society e della Baptist Missionary Society iniziarono il loro lavoro nell'India britannica. A Neyyoor, venne fondato il London Missionary Society Hospital "che fu tra i pionieri della salute pubblica e nel trattamento delle malattie ancora prima di quanto fatto poi dalla presidenza di Madras, riducendo sostanzialmente il numero dei morti".
Il Christ Church College (1866) e il St. Stephen's College (1881) sono due esempi di istituzioni fondate in connessione alla chiesa nel British Raj. Con la diffusione di differenti religioni, nel British Raj iniziarono a diffondersi anche altri libri sacri come la Bibbia. Nel periodo dell'India britannica, i missionari cristiani svilupparono un sistema di trascrizione dei linguaggi cristiani che non avevano un proprio alfabeto. I missionari cristiani in India lavorarono anche per abbattere i muri dell'analfabetismo e promuovere l'attivismo sociale, combattendo la prostituzione, facendosi campioni dei diritti delle vedove che intendevano risposarsi e provando a fermare i matrimoni tra minorenni o quelli obbligatori.

## Carestie, epidemie e salute pubblica
| Carestia                            | Anni      | Morti (in milioni) |
| ----------------------------------- | --------- | ------------------ |
| Carestia del Bengala del 1770       | 1769-1770 | 10                 |
| Carestia di Chalisa                 | 1783-1784 | 11                 |
| Carestia di Doji bara               | 1789-1795 | 11                 |
| Carestia di Agra del 1837-1838      | 1837-1838 | 0,8                |
| Carestia del Rajputana orientale    | 1860-1861 | 2                  |
| Carestia di Orissa del 1866         | 1865-1867 | 5                  |
| Carestia del Rajputana del 1869     | 1868-1870 | 1,5                |
| Carestia del Bihar del 1873-1874    | 1873-1874 | 0                  |
| Grande Carestia del 1876-1878       | 1876-1878 | 10,3               |
| Carestia di Odisha, Bihar           | 1888-1889 | 0,15               |
| Carestia indiana del 1896-1897      | 1896-1897 | 5                  |
| Carestia indiana del 1899-1900      | 1899-1900 | 4,5                |
| Carestia della Presidenza di Bombay | 1905-1906 | 0,23               |
| Carestia del Bengala del 1943       | 1943-1944 | 3                  |
| Totale (1765-1947)                  | 1769-1944 | 64,480             |

Nel corso della storia dell'Impero anglo-indiano, l'India sperimentò alcune tra le peggiori carestie mai registrate al mondo, inclusa la Grande Carestia del 1876-1878, nella quale morirono tra le 6 100 000 e le 10 300 000 di persone e la Carestia indiana del 1899-1900, nella quale morirono 1 250 000 persone. Recenti studi, inclusa l'opera di Mike Davis e di Amartya Sen, hanno evidenziato come le carestie furono peggiorate dalle severe politiche degli britannici in India.

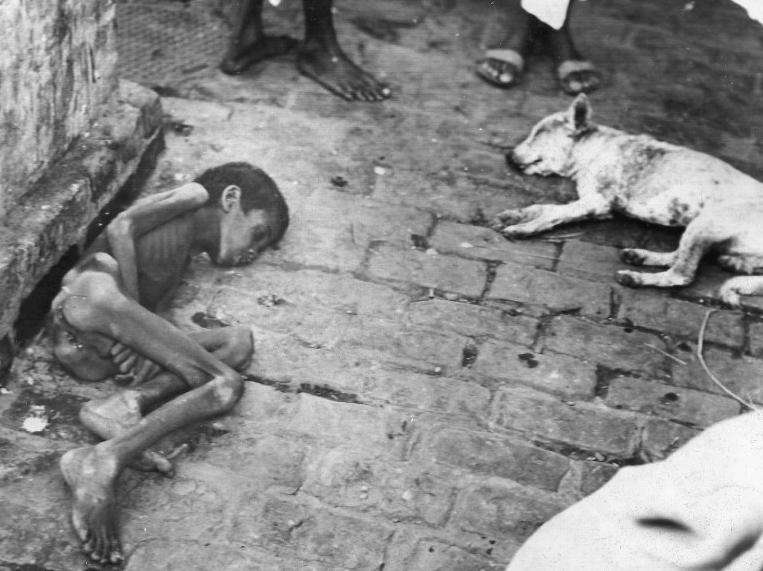
Bambino affamato e colpito dalla carestia durante la carestia del Bengala del 1943

La prima pandemia di colera iniziò nel Bengala, diffondendosi poi in tutta l'India dal 1820. 10 000 000 di britannici e un numero incalcolabile di indiani morirono nel corso di questa pandemia. Le morti stimate in India tra il 1817 e il 1860 superano i 15 milioni. Altri 23 milioni morirono tra il 1865 e il 1917. La terza pandemia di peste che iniziò in Cina a metà dell'Ottocento, si diffuse in tutti i continenti abitati uccidendo 10 000 000 di persone nella sola India. Waldemar Haffkine, che lavorò prevalentemente in India, divenne il primo microbiologo a sviluppare un vaccino contro il colera e la peste bubbonica. Nel 1925 il laboratorio di Bombay venne rinominato "Haffkine Institute" in sui onore.
Le febbri furono tra le principali cause di morte in India nel XIX secolo. Il britannico Sir Ronald Ross, lavorando al Presidency General Hospital di Calcutta, fu il primo a scoprire nel 1898 che la malaria era trasmessa dalle zanzare, e il Centre for Tropical and Communicable Diseases di Secunderabad è stato per questo rinominato in suo onore.
Nel 1881 si contavano in India 120.000 lebbrosi. Il governo centrale varò il Lepers Act of 1898, che prevedeva il confinamento obbligatorio per i lebbrosi in India. Sotto la direzione di Mountstuart Elphinstone venne lanciato un programma di vaccinazione contro il vaiolo. La vaccinazione di massa in India portò al declino della mortalità per vaiolo sul finire del XIX secolo. Nell'anno 1849 quasi il 13% di tutte le morti di Calcutta erano riconducibili al vaiolo. Tra il 1868 e il 1907, vi furono circa 4 700 000 morti per vaiolo.
Sir Robert Grant diresse la sua attenzione sullo stabilire un'istituzione sistematica a Bombay per impartire conoscenze mediche di base ai nativi. Nel 1860, il Grant Medical College divenne uno dei quattro collegi abilitati a tale scopo (assieme all'Elphinstone College, al Deccan College e al Government Law College, Mumbai).

## L'Impero indiano nella cultura
Secondo gli storici sino alla seconda guerra mondiale, il periodo dell'impero anglo-indiano fu un periodo sostanzialmente di sicurezza di dominio degli britannici sul territorio indiano, mentre oggi gli storici tendono a vederlo come un periodo complesso sia per la storia indiana sia per quella coloniale britannica. Di questa insicurezza, infatti, risentirono le amministrazioni, perlopiù caotiche, con operazioni su piccola scala condotte perlopiù in brevi lassi di tempo.

### Impatto ideologico
Durante il periodo della lotta per l'indipendenza e nel periodo immediatamente successivo all'ottenimento di essa, in India venne mantenuto un sistema di governo sostanzialmente centralizzato così come era all'epoca del dominio britannico.

### Impatto culturale
La colonizzazione britannica in India influenzò notevolmente anche la cultura indiana. Non solo ancora oggi l'inglese è la lingua più diffusa dell'area ed è utilizzato come lingua franca in India e Pakistan, ma anche lo stile gotico o saraceno/orientaleggiante è ancora oggi diffuso accanto a quello tradizionale. Allo stesso modo, nella lingua parlata inglese vi sono dei riferimenti alla lingua indiana e alla cultura, come ad esempio l'adozione della cucina indiana.